# Марс
Марс — четвёртая по удалённости от Солнца и седьмая по размеру планета Солнечной системы. Наряду с Меркурием, Венерой и Землёй принадлежит к семейству планет земной группы. Названа в честь Марса — древнеримского бога войны, соответствующего древнегреческому Аресу. Из-за красноватого оттенка поверхности, придаваемого ей минералом маггемитом — γ-оксидом железа(III), Марс называют Красной планетой.
Марс хорошо виден с Земли невооружённым глазом. Его видимая звёздная величина достигает −2,94m (при максимальном сближении с Землёй). Марс уступает по яркости лишь Юпитеру (во время великого противостояния Марса он может превзойти Юпитер), Венере, Луне и Солнцу. Противостояние Марса можно наблюдать каждые два года.
У Марса есть два естественных спутника — Фобос и Деймос (в переводе с древнегреческого — «страх» и «ужас», имена двух сыновей Ареса, сопровождавших его в бою), которые относительно малы (Фобос — 26,8×22,4×18,4 км, Деймос — 15×12,2×10,4 км) и имеют неправильную форму.
Масса планеты составляет 10,7 % массы Земли, а по линейному размеру она практически ровно вдвое меньше Земли. Год на Марсе длится 687 земных суток, или около 669 марсианских солнечных суток (солов). На Марсе происходит смена времён года, аналогичная земной, но вытянутость его орбиты приводит к большим различиям в продолжительности сезонов.
Атмосфера Марса сильно разрежена, давление на его поверхности примерно в 160 раз меньше земного. Большое количество пыли приводит к возникновению пылевых бурь, которые оказывают заметное воздействие на распределение температуры в атмосфере Марса, сильные пылевые бури могут полностью скрывать поверхность планеты. Средняя температура на Марсе составляет ~210 K (−63 °C), а суточный температурный диапазон варьируется от 184 K до 242 K (от −89 до −31 °C).
Рельеф Марса обладает многими уникальными чертами. В число особенностей поверхностного рельефа Марса входят ударные кратеры наподобие лунных, а также вулканы, долины, пустыни и полярные ледниковые шапки наподобие земных. В прошлом на Марсе, как и на Земле, происходило движение литосферных плит.
На Марсе имеется множество геологических образований, напоминающих водную эрозию, в частности, высохшие русла рек, также были найдены минералы, которые могли образоваться только в результате длительного воздействия воды. Последние данные свидетельствуют о наличии воды в прошлом в течение геологически значимых промежутков времени. Вопрос возможности существования жизни на Марсе занимал людей веками из-за близости планеты и её сходства с Землёй. Научный поиск признаков жизни начался в XIX веке и продолжается по настоящее время.
Марс издавна вызывал интерес не только у астрономов, но и у философов и деятелей искусства. Первые наблюдения Марса проводились ещё до изобретения телескопа. Расцвет телескопических наблюдений Марса пришёлся на конец XIX — середину XX века, а начиная с 1962 года начались непосредственные исследования Марса при помощи АМС. К началу XXI века Марс — наиболее подробно изученная планета Солнечной системы после Земли. По состоянию на 2024 год орбитальная исследовательская группировка на орбите Марса насчитывает семь функционирующих космических аппаратов: «Марс Одиссей», «Марс-экспресс», Mars Reconnaissance Orbiter, MAVEN, ExoMars Trace Gas Orbiter, «Аль-Амаль» и орбитальный аппарат китайской миссии «Тяньвэнь-1». Это больше, чем около любой другой планеты, не считая Землю. Кроме того, поверхность Марса в настоящее время исследует два марсохода — «Кьюриосити» и «Персеверанс».

## Орбитальные характеристики
| Дата             | Расст., а. e. | Расст., млн км |
| ---------------- | ------------- | -------------- |
| 19 сентября 1830 | 0,388         | 58,04          |
| 18 августа 1845  | 0,373         | 55,80          |
| 17 июля 1860     | 0,393         | 58,79          |
| 5 сентября 1877  | 0,377         | 56,40          |
| 4 августа 1892   | 0,378         | 56,55          |
| 24 сентября 1909 | 0,392         | 58,64          |
| 23 августа 1924  | 0,373         | 55,80          |
| 23 июля 1939     | 0,390         | 58,34          |
| 10 сентября 1956 | 0,379         | 56,70          |
| 10 августа 1971  | 0,378         | 56,55          |
| 22 сентября 1988 | 0,394         | 58,94          |
| 28 августа 2003  | 0,373         | 55,80          |
| 27 июля 2018     | 0,386         | 57,74          |
| 15 сентября 2035 | 0,382         | 57,15          |
| 14 августа 2050  | 0,374         | 55,95          |

Расстояние между Землёй и Марсом (млн км) в 2012—2024 годах. Треугольниками отмечены запуски космических аппаратов к Марсу

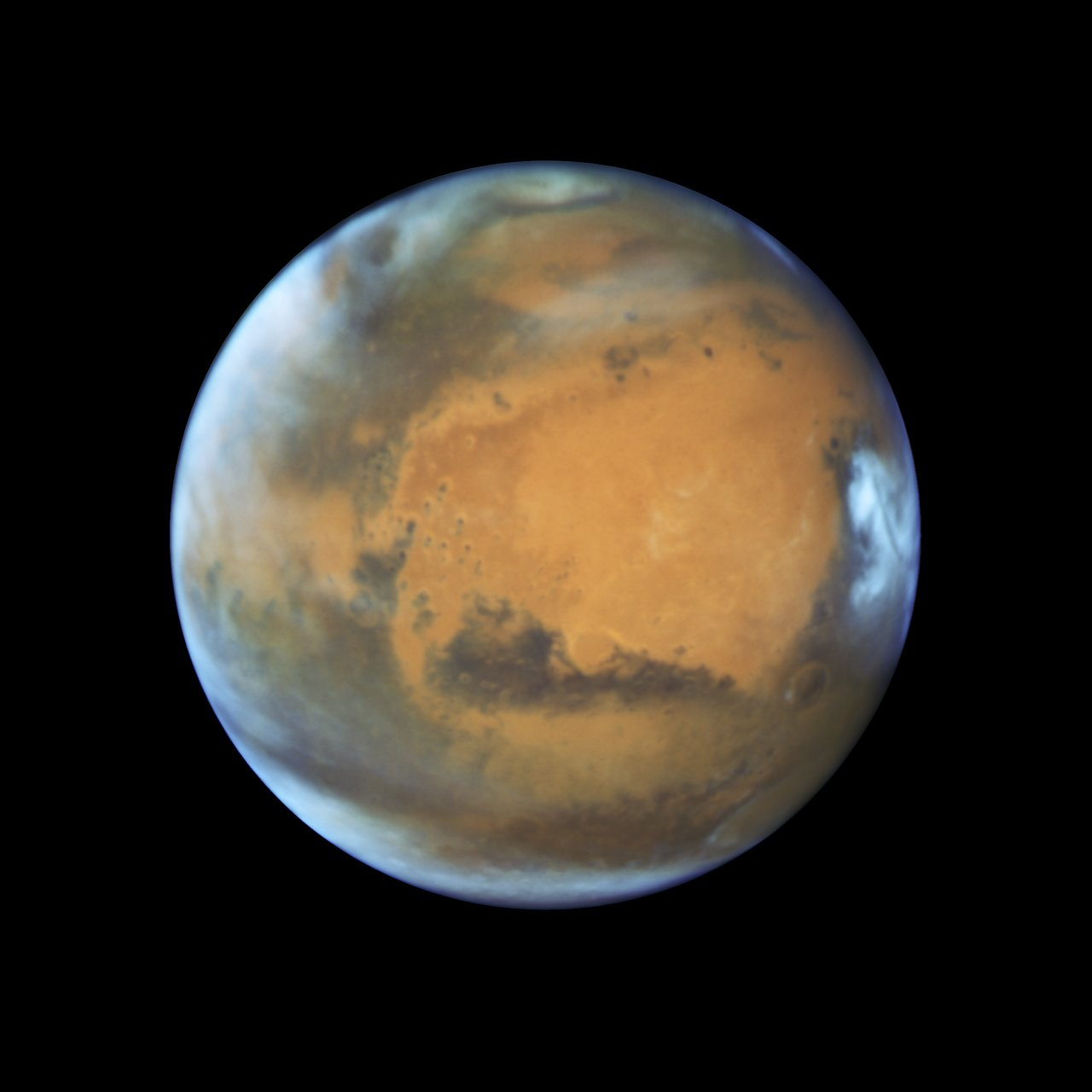
Марс во время противостояния 2016 года

Минимальное расстояние от Марса до Земли составляет 55,76 млн км (когда Земля находится точно между Солнцем и Марсом), максимальное — 401 млн км (когда Солнце находится точно между Землёй и Марсом).
Среднее расстояние от Марса до Солнца составляет 228 млн км (1,52 а. е.), период обращения вокруг Солнца равен 687 земным суткам или примерно 669 марсианским солам. Орбита Марса имеет довольно заметный эксцентриситет (0,0934), поэтому расстояние до Солнца меняется от 206,6 до 249,2 млн км. Наклонение орбиты Марса к плоскости эклиптики равно 1,85°.
Марс ближе всего к Земле во время противостояния, когда планета находится на небе в направлении, противоположном Солнцу. Противостояния повторяются каждые 26 месяцев в разных точках орбиты Марса и Земли. Раз в 15—17 лет противостояния приходятся на то время, когда Марс находится вблизи своего перигелия; в этих традиционно называемых великими противостояниях расстояние до планеты минимально (менее 60 млн км) и Марс достигает наибольшего углового размера 25,1″ и видимой звёздной величины −2,94m. Последний раз Марс был в противостоянии 8 декабря 2022 года, а следующее противостояние Марса произойдёт 16 января 2025 года. Последнее же великое противостояние Марса произошло 27 июля 2018 года. Тогда он находился на расстоянии 0,386 а. е. от Земли. Как правило, во время великого противостояния (то есть когда противостояние Марса с Землёй происходит близко к прохождению Марсом перигелия своей орбиты) оранжевый Марс становится ярчайшим объектом ночного неба после Луны и Венеры.

## Физические характеристики

### Параметры планеты
Марс — четвёртая по удалённости от Солнца (после Меркурия, Венеры и Земли) и седьмая по размеру (превосходит по массе и диаметру только Меркурий) планета Солнечной системы. Его включают в число планет земной группы, которые объединяют сопоставимые с Землёй размеры и твёрдая поверхность. Масса Марса составляет 0,107 массы Земли, объём — 0,151 объёма Земли, а средний линейный диаметр — 0,53 диаметра Земли.
По линейному размеру Марс практически ровно вдвое меньше Земли. Его средний экваториальный радиус оценивается как 3396,9 ± 0,4 км или 3396,2 ± 0,1 км (53,2 % земного). Средний полярный радиус Марса оценивается в 3374,9 км или 3376,2 ± 0,1 км; полярный радиус у северного полюса — 3376,2 км, у южного — 3382,6 км.
Таким образом, полярный радиус примерно на 20—21 км меньше экваториального радиуса, а относительное полярное сжатие Марса f = (1 − Rп/Rэ) больше земного (соответственно 1/170 и 1/298), хотя период вращения у Земли несколько меньший, чем у Марса; это позволило в прошлом выдвинуть предположение об изменении скорости вращения Марса со временем.
Площадь поверхности Марса равна 144 млн км² (28,3 % площади поверхности Земли) и приблизительно равна площади суши на Земле. Масса планеты — 6,417⋅1023—6,418⋅1023 кг, более точные значения: 6,4171⋅1023 кг или 6,4169 ± 0,0006 ⋅1023 кг. Масса Марса составляет около 10,7 % массы Земли. Средняя плотность Марса — 3930—3933 кг/м3, более точное значение: 3933,5 ± 0,4 кг/м3 или 3934,0 ± 0,8 кг/м3 (0,713 земной плотности).
Ускорение свободного падения на экваторе равно 3,711 м/с2 (0,378 земного), что практически столько же, сколько у планеты Меркурий, которая почти вдвое меньше Марса, но обладает массивным ядром и большей плотностью; первая космическая скорость составляет 3,6 км/с, вторая — 5,027 км/с.

### Сила тяжести

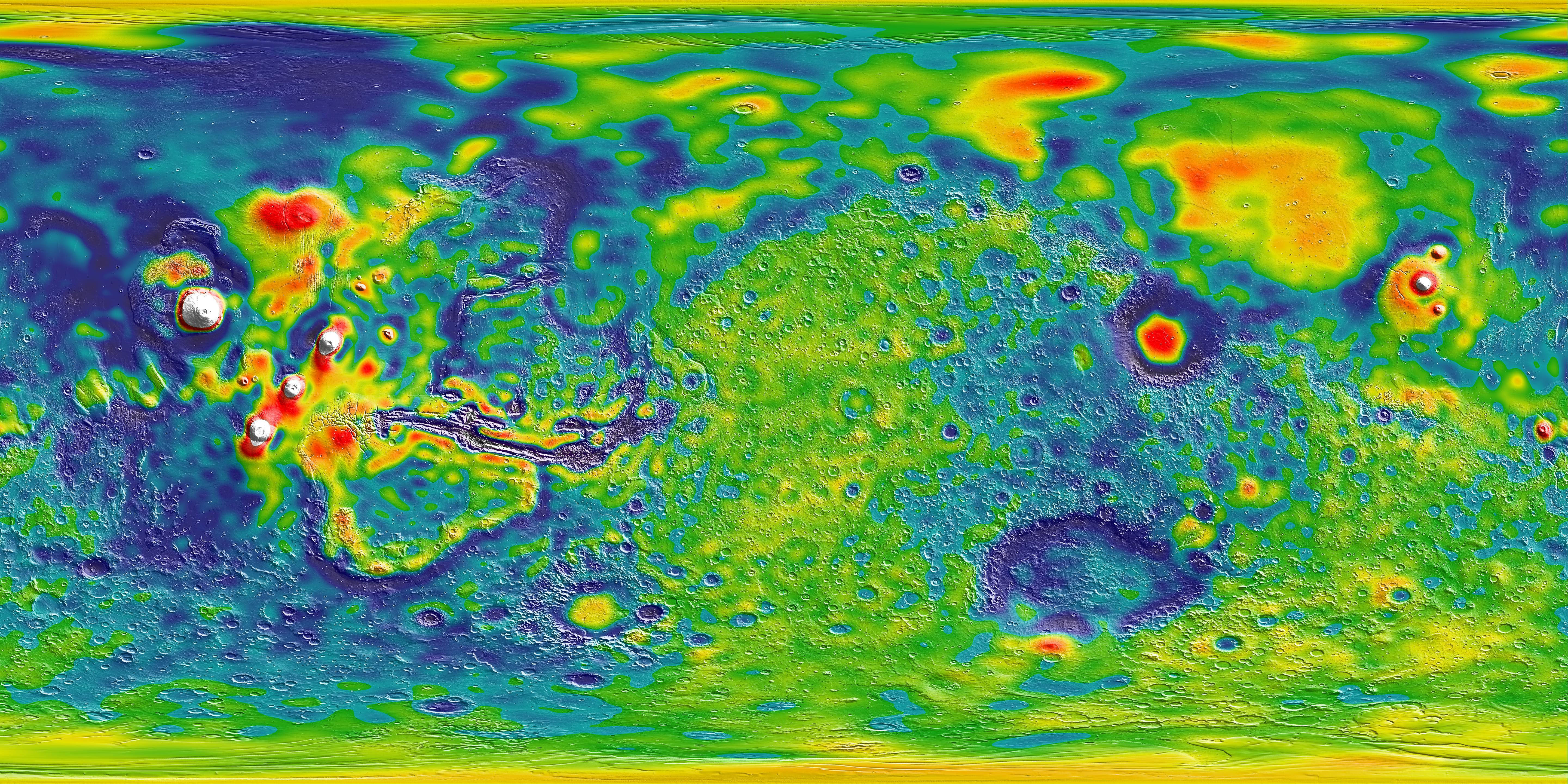
Гравитационная карта Марса, полученная на основе данных с Mars Global Surveyor, Mars Odyssey и Mars Reconnaissance Orbiter. (Красным показаны области высокой гравитации, синим c низкой)

Сила тяжести у поверхности Марса примерно в 2,5 раза слабее земной (39,4 %). Среднее значение ускорения свободного падения на Марсе составляет 3,72076 м/с2. Как и на Земле, точное значение ускорения свободного падения на Марсе варьирует, могут наблюдаться локальные пространственные изменения гравитационного поля (гравитационные аномалии), связанные с неоднородностью плотности в недрах планеты. Изменение толщины коры Марса, геологическая активность, сезонные изменения полярных шапок, изменения атмосферной массы и изменения пористости коры также могут коррелировать с локальными изменениями силы тяжести. Изучение поверхностной гравитации Марса может дать информацию о различных особенностях строения и предоставить полезную информацию для будущих посадок на Марс. Поскольку неизвестно, является ли такая сила тяжести достаточной, чтобы избежать длительных проблем со здоровьем, для долговременного пребывания человека на Марсе рассматриваются варианты создания искусственной силы тяжести с помощью утяжеляющих костюмов или центрифуг, обеспечивающих схожую с земной нагрузку на скелет.

### Сутки и год

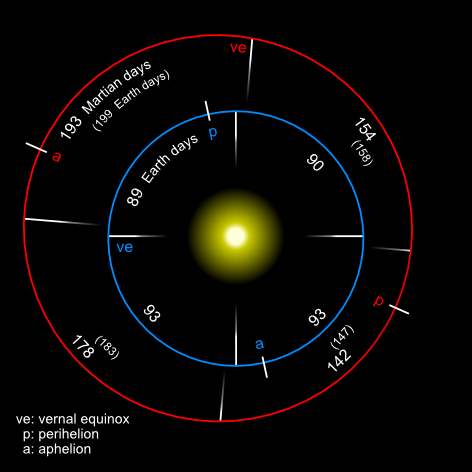
Время и продолжительность марсианских сезонов в сравнении с земными

Период вращения планеты близок к земному — 24 часа 37 минут 22,4 секунды (относительно звёзд), длина средних марсианских солнечных суток составляет 24 часа 39 минут 35,24409 секунды, что всего на 2,7 % длиннее земных суток. Для удобства марсианские сутки именуют «солами». Марсианский год равен 668,59 сола, что составляет 686,94 земных суток.
Марс вращается вокруг своей оси, наклонённой относительно перпендикуляра к плоскости орбиты под углом 25,19°. Наклон оси вращения Марса схож с земным и обеспечивает смену времён года. При этом эксцентриситет орбиты приводит к больши́м различиям в их продолжительности — так, северная весна и лето, вместе взятые, длятся 371 сол, то есть заметно больше половины марсианского года. В то же время они приходятся на участок орбиты Марса, удалённый от Солнца, поэтому на Марсе северное лето долгое и прохладное, а южное — короткое и относительно тёплое.

## Атмосфера и климат

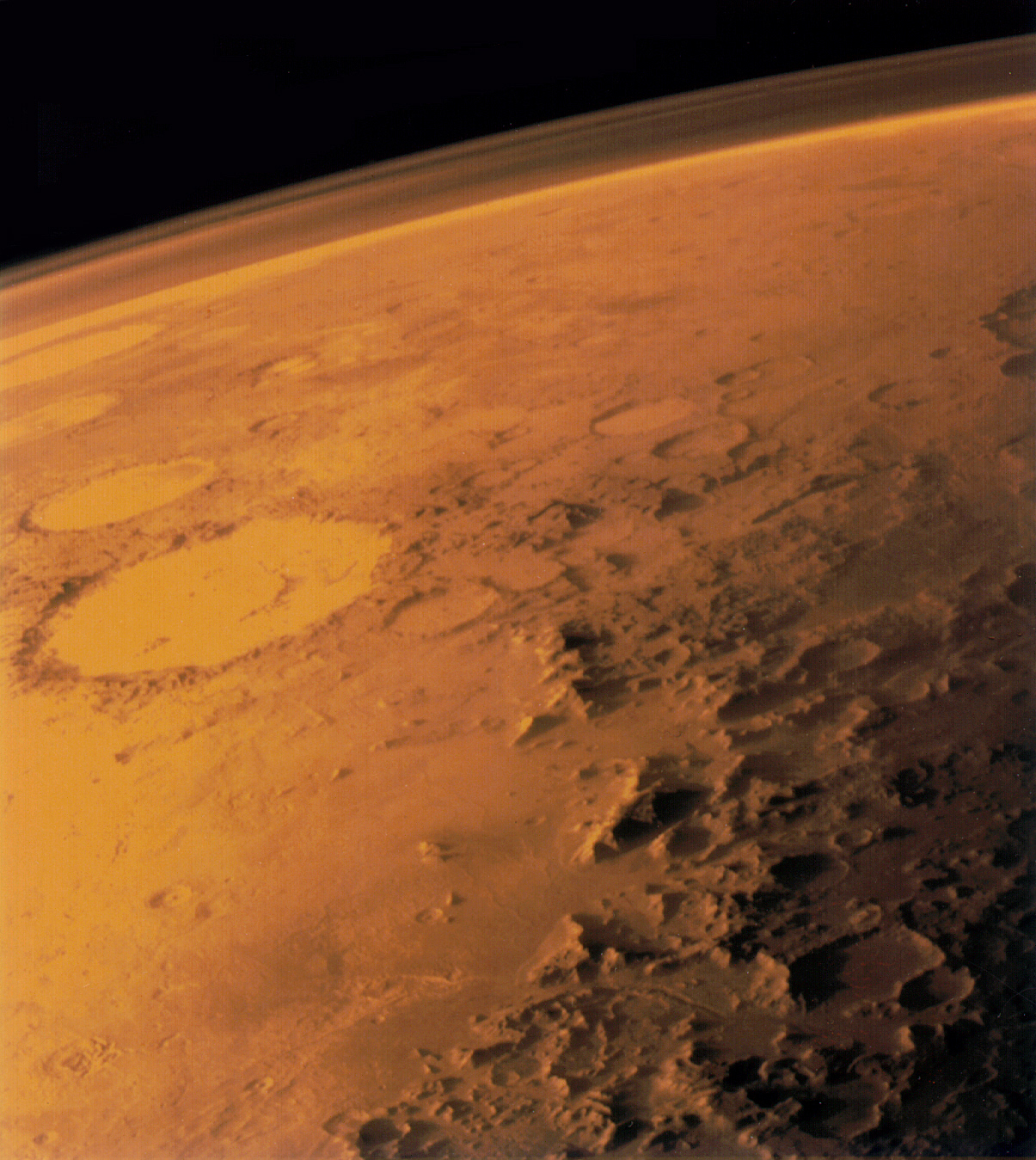
Атмосфера Марса, снимок получен аппаратом «Викинг-1» в 1976 году. Слева заметен «кратер-смайлик» Галле

Атмосфера Марса, состоящая в основном из углекислого газа, очень разрежена. Давление у поверхности Марса в 160 раз меньше земного — 6,1 мбар на среднем уровне поверхности. Из-за большого перепада высот на Марсе давление у поверхности сильно изменяется.
Высота однородной атмосферы Марса составляет 11,1 км, примерная общая масса воздушной оболочки — 2,5⋅1016 кг.
Температура на планете изменяется от −153 °C на полюсах зимой до +20 °C на экваторе летом. Максимальная температура атмосферы, зафиксированная марсоходом «Спирит», составила +35 °C. В средних широтах температура колеблется от −50 °C зимней ночью до 0 °C летним днём. При эффективной температуре 210 К (−63 °C) средняя температура поверхности Марса составляет 215 К (−58 °C), что соответствует парниковому эффекту атмосферы равному 5 °C.
По первым данным спускаемого аппарата АМС «Викинг» (1976), в марсианской атмосфере было определено около 1—2% аргона, 2—3% азота, а 95% — углекислый газ. Согласно современным данным от 2004 года, атмосфера Марса состоит на 95,32 % из углекислого газа; также в ней содержится 2,7 % азота, 1,6 % аргона, 0,145 % кислорода, 210 ppm водяного пара, 0,08 % угарного газа, оксид азота (NO) — 100 ppm, неон (Ne) — 2,5 ppm, полутяжёлая вода водород-дейтерий-кислород (HDO) 0,85 ppm, криптон (Kr) 0,3 ppm, ксенон (Xe) — 0,08 ppm (состав приведён в объёмных долях).
Согласно данным АМС «Марс-2» и «Марс-3», нижняя граница ионосферы находится на высоте 80 км, максимум электронной концентрации 1,7⋅105 электронов/см3 расположен на высоте 138 км, другие два максимума находятся на высотах 85 и 107 км. Радиопросвечивание атмосферы на радиоволнах длиной 8 и 32 см, проведённое АМС «Марс-4» 10 февраля 1974 года, показало наличие ночной ионосферы Марса с главным максимумом ионизации на высоте 110 км и концентрацией электронов 4,6⋅103 электронов/см3, а также вторичными максимумами на высоте 65 и 185 км.
Разрежённость марсианской атмосферы и отсутствие магнитосферы приводят к тому, что уровень ионизирующей радиации на поверхности Марса существенно выше, чем на поверхности Земли. Мощность эквивалентной дозы на поверхности Марса составляет в среднем 0,7 мЗв/сутки (изменяясь в зависимости от солнечной активности и атмосферного давления в пределах от 0,35 до 1,15 мЗв/сутки) и обусловлена главным образом космическим излучением; для сравнения, в среднем на Земле эффективная доза облучения от естественных источников, накапливаемая за год, равна 2,4 мЗв, в том числе от космических лучей 0,4 мЗв. Таким образом, всего за несколько дней космонавт на поверхности Марса получит такую же эквивалентную дозу облучения, какую на поверхности Земли он получил бы за год.

### Атмосферное давление
По данным NASA на 2004 год, давление атмосферы на среднем радиусе составляет в среднем 636 Па (6,36 мбар), меняясь в зависимости от сезона от 400 до 870 Па. Плотность атмосферы у поверхности — около 0,020 кг/м3.
В отличие от Земли, масса марсианской атмосферы сильно изменяется в течение года в связи с таянием и намерзанием полярных шапок, содержащих углекислый газ. Зимой 20—30 % всей атмосферы намораживается на полярной шапке, состоящей из углекислоты. Сезонные перепады давления, по разным источникам, составляют следующие значения:
- По данным НАСА (2004): от 4,0 до 8,7 мбар на среднем радиусе[2];
- По данным Encarta (2000): от 6 до 10 мбар[44];
- По данным Zubrin и Wagner (1996): от 7 до 10 мбар[45];
- По данным посадочного аппарата «Викинг-1»: от 6,9 до 9 мбар[2];
- По данным посадочного аппарата «Mars Pathfinder»: от 6,7 мбар[43].

Область Эллада настолько глубока, что атмосферное давление достигает примерно 12,4 мбар, что выше тройной точки воды (составляющей около 6,1 мбар); это значит, что вода теоретически может существовать там в жидком состоянии. Однако при таком давлении диапазон температур нахождения воды в жидком состоянии очень узок, она замерзает при +0 °C и закипает при +10 °C. Помимо Эллады, есть ещё четыре района Марса, где атмосферное давление поднимается выше тройной точки воды.
На вершине высочайшей горы Марса, 27-километрового вулкана Олимп, атмосферное давление может составлять от 0,5 до 1 мбар, что почти не отличается от технического вакуума.
История
Попытки определить давление атмосферы Марса методами фотографической фотометрии — по распределению яркости вдоль диаметра диска в разных диапазонах световых волн — проводились начиная с 1930-х годов. Французские учёные Б. Лио и О. Дольфюс производили с этой целью наблюдения поляризации рассеянного атмосферой Марса света. Сводку оптических наблюдений опубликовал американский астроном Ж. де Вокулёр в 1951 году, и по ним получалось давление 85 мбар, завышенное почти в 15 раз, поскольку не было отдельно учтено рассеяние света пылью, взвешенной в атмосфере Марса. Вклад пыли был приписан газовой атмосфере.
До высадки на поверхность Марса посадочных модулей давление атмосферы Марса было измерено за счёт ослабления радиосигналов с АМС «Маринер-4», «Маринер-6», «Маринер-7» и «Маринер-9» при их захождении за марсианский диск и выходе из-за марсианского диска — 6,5 ± 2,0 мбар на среднем уровне поверхности, что в 160 раз меньше земного; такой же результат показали спектральные наблюдения АМС «Марс-3». При этом в самых глубоких впадинах планеты давление достигает 12 мбар.
В месте посадки зонда АМС «Марс-6» в районе Эритрейского моря было зафиксировано давление у поверхности 6,1 мбар, что на тот момент считалось средним давлением на планете, и от этого уровня было условлено отсчитывать высо́ты и глуби́ны на Марсе. По данным этого аппарата, полученным во время спуска, тропопауза находится на высоте примерно 30 км, где плотность атмосферы составляет 5⋅10−7 г/см3 (как на Земле на высоте 57 км).

### Климат

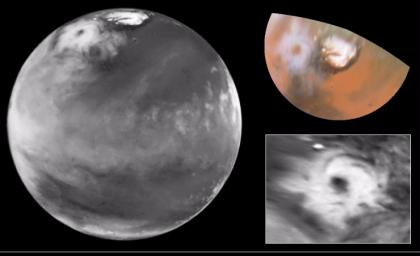
Циклон возле северного полюса Марса, снимки с телескопа «Хаббл» (27 апреля 1999 года)

Климат, как и на Земле, носит сезонный характер. Угол наклона Марса к плоскости орбиты почти равен земному и составляет 25,1919°; соответственно, на Марсе, так же, как и на Земле, происходит смена времён года. Особенностью марсианского климата также является то, что эксцентриситет орбиты Марса значительно больше земного, и на климат также влияет расстояние до Солнца. Перигелий Марс проходит во время разгара зимы в северном полушарии и лета в южном, афелий — во время разгара зимы в южном полушарии и соответственно лета в северном. Вследствие этого климат северного и южного полушарий различается. Для северного полушария характерны более мягкая зима и прохладное лето; в южном полушарии зима более холодная, а лето более жаркое. В холодное время года даже вне полярных шапок на поверхности может образовываться светлый иней. Аппарат «Феникс» зафиксировал снегопад, однако снежинки сублимировали, не достигая поверхности.
По сведениям НАСА (2004 год), средняя температура составляет ~210 K (−63 °C). По данным посадочных аппаратов «Викинг», суточный температурный диапазон составляет от 184 K до 242 K (от −89 до −31 °C) («Викинг-1»), а скорость ветра 2—7 м/с (лето), 5—10 м/с (осень), 17—30 м/с (пылевой шторм).
По данным посадочного зонда «Марс-6», средняя температура тропосферы Марса составляет 228 K, в тропосфере температура убывает в среднем на 2,5 градуса на километр, а находящаяся выше тропопаузы (30 км) стратосфера имеет почти постоянную температуру 144 K.
Исследователи из Центра имени Карла Сагана в 2007—2008 годах пришли к выводу, что в последние десятилетия на Марсе идёт процесс потепления. Специалисты НАСА подтвердили эту гипотезу на основе анализа изменений альбедо разных частей планеты. Другие специалисты считают, что такие выводы делать пока рано. В мае 2016 года исследователи из Юго-Западного исследовательского института в Боулдере (Колорадо) опубликовали в журнале Science статью, в которой предъявили новые доказательства идущего потепления климата (на основе анализа данных Mars Reconnaissance Orbiter). По их мнению, этот процесс длительный и идёт, возможно, уже в течение 370 тыс. лет.
Существуют предположения, что в прошлом атмосфера могла быть более плотной, а климат — тёплым и влажным, и на поверхности Марса существовала жидкая вода и шли дожди. Доказательством этой гипотезы является анализ метеорита ALH 84001, показавший, что около 4 миллиардов лет назад температура Марса составляла 18±4 °C.
Главной особенностью общей циркуляции атмосферы Марса являются фазовые переходы углекислого газа в полярных шапках, приводящие к значительным меридиональным потокам. Численное моделирование общей циркуляции атмосферы Марса указывает на существенный годовой ход давления с двумя минимумами незадолго перед равноденствиями, что подтверждается и наблюдениями по программе «Викинг». Анализ данных о давлении выявил годовой и полугодовой циклы. При этом, как и на Земле, максимум полугодовых колебаний зональной скорости ветра совпадает с равноденствиями. Численное моделирование выявляет также и существенный цикл индекса с периодом 4—6 суток в периоды солнцестояний, «Викинг-1» обнаружил сходство цикла индекса на Марсе с аналогичными колебаниями в атмосферах других планет.

### Пылевые бури и пыльные вихри
Весеннее таяние полярных шапок приводит к резкому повышению давления атмосферы и перемещению больших масс газа в противоположное полушарие. Скорость дующих при этом ветров составляет 10—40 м/с, иногда до 100 м/с. Ветер поднимает с поверхности большое количество пыли, что приводит к пылевым бурям. Сильные пылевые бури практически полностью скрывают поверхность планеты. Пылевые бури оказывают заметное воздействие на распределение температуры в атмосфере Марса.

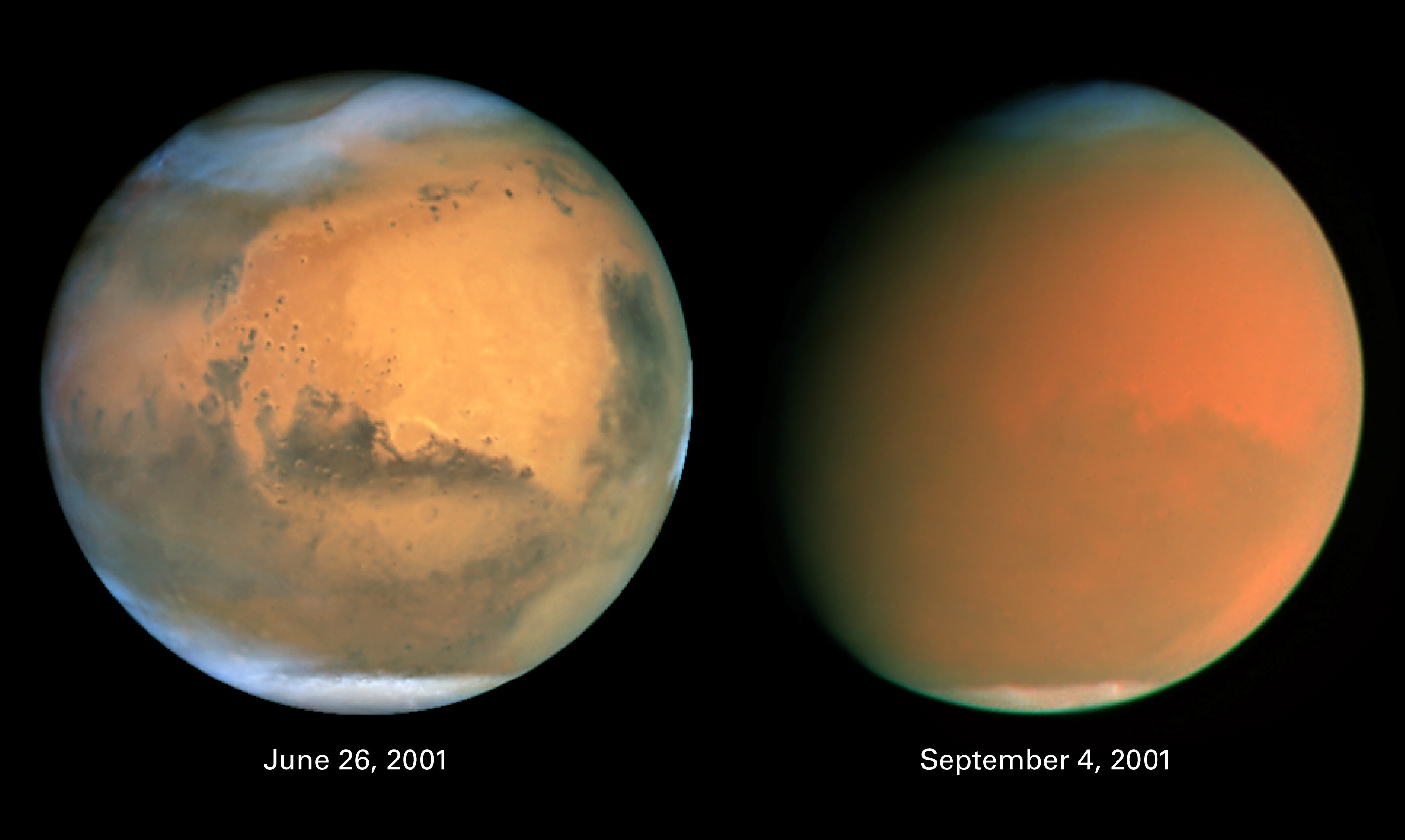
Фотографии Марса, на которых видна пыльная буря (июнь — сентябрь 2001)

22 сентября 1971 года в светлой области Земли Ноя в южном полушарии началась большая пылевая буря. К 29 сентября она охватила двести градусов по долготе от Аусонии до Таумазии, а 30 сентября закрыла южную полярную шапку. Буря продолжала бушевать вплоть до декабря 1971 года, когда на орбиту Марса прибыли советские станции «Марс-2» и «Марс-3». «Марсы» проводили съёмку поверхности, но пыль полностью скрывала рельеф — не видно было даже горы Олимп, возвышающейся на 26 км. В одном из сеансов съёмки была получена фотография полного диска Марса с чётко выраженным тонким слоем марсианских облаков над пылью. Во время этих исследований в декабре 1971 года пылевая буря подняла в атмосферу столько пыли, что планета выглядела мутным красноватым диском. Только примерно к 10 января 1972 года пылевая буря прекратилась, и Марс принял обычный вид.

Пыльные вихри, сфотографированные марсоходом «Спирит» 15 мая 2005 года. Цифры в левом нижнем углу отображают время в секундах с момента первого кадра

Начиная с 1970-х годов, в рамках программы «Викинг», а также марсоходом «Спирит» и другими аппаратами были зафиксированы многочисленные пыльные вихри. Это газовые завихрения, возникающие у поверхности планеты и поднимающие вверх большое количество песка и пыли. Вихри часто наблюдаются и на Земле (в англоязычных странах их называют «пыльными демонами» — англ. dust devil), однако на Марсе они могут достигать гораздо бо́льших размеров: от нескольких десятков метров до нескольких километров в ширину и до 8 км в высоту. В марте 2005 года такой вихрь очистил солнечные батареи у марсохода «Спирит».

## Поверхность
Рельеф Марса обладает многими уникальными чертами. Марсианский потухший вулкан Олимп — самая высокая известная гора на планетах Солнечной системы (сравнимая по высоте гора есть только на астероиде Веста), а долины Маринер — самый крупный и глубокий известный каньон на планетах Солнечной системы (сравнимый по глубине каньон есть только на спутнике Плутона — Хароне). Помимо этого, южное и северное полушария планеты радикально отличаются по рельефу, 40 % поверхности планеты занимает Великая Северная равнина.
Две трети поверхности Марса занимают светлые области, получившие название материков, около трети — тёмные участки, называемые морями (см. Список деталей альбедо на Марсе). Моря сосредоточены главным образом в южном полушарии планеты, между 10 и 40° широты. В северном полушарии есть только два крупных моря — Ацидалийское и Большой Сирт.
Характер тёмных участков до сих пор остаётся предметом споров. Они сохраняются несмотря на то, что на Марсе бушуют пылевые бури. В своё время это служило доводом в пользу предположения, что тёмные участки покрыты растительностью. Сейчас полагают, что это просто участки, с которых, в силу их рельефа, легко выдувается пыль. Крупномасштабные снимки показывают, что на самом деле тёмные участки состоят из групп тёмных полос и пятен, связанных с кратерами, холмами и другими препятствиями на пути ветров. Сезонные и долговременные изменения их размера и формы связаны, по-видимому, с изменением соотношения участков поверхности, покрытых светлым и тёмным веществом.

Нулевой меридиан Марса принят проходящим через кратер Эйри-0

Полушария Марса довольно сильно различаются по характеру поверхности. В южном полушарии поверхность находится на 1—2 км выше среднего уровня и густо усеяна кратерами. Эта часть Марса напоминает лунные материки. На севере большая часть поверхности находится ниже среднего уровня, здесь мало кратеров и основную часть занимают относительно гладкие равнины, вероятно, образовавшиеся в результате затопления лавой и эрозии. Такое различие полушарий остаётся предметом дискуссий. Граница между полушариями проходит примерно по большому кругу, наклонённому на 30° к экватору. Переходная зона широкая (от 100 до 500 км), с юга на север в этой зоне наблюдается смена морфологических особенностей рельефа. Вдоль неё встречаются самые эродированные участки марсианской поверхности.
Выдвинуто две альтернативных гипотезы, объясняющих асимметрию полушарий. Согласно одной из них, на раннем геологическом этапе в результате конвективного движения мантии произошло смещение литосферных плит на одном участке коры. Другая гипотеза предполагает столкновение Марса с космическим телом размером с Плутон около 4 млрд лет назад, в этом случае Великая Северная равнина, занимающая 40 % поверхности планеты, рассматривается как ударный кратер — самый крупный в Солнечной системе. Его длина — 10,6 тыс. км, а ширина — 8,5 тыс. км, что примерно в четыре раза больше Равнины Эллада.
Большое количество кратеров в южном полушарии предполагает, что поверхность здесь древняя — 3—4 млрд лет. Выделяют несколько типов кратеров: большие кратеры с плоским дном, более мелкие и молодые чашеобразные кратеры, похожие на лунные, кратеры, окружённые валом, и возвышенные кратеры. Последние два типа уникальны для Марса — кратеры с валом образовались там, где по поверхности текли жидкие выбросы, а возвышенные кратеры образовались там, где покрывало выбросов кратера защитило поверхность от ветровой эрозии. Самой крупной деталью однозначно ударного происхождения является Равнина Эллада, расположенная вблизи южного полюса Марса.
В области хаотического ландшафта вблизи границы полушарий поверхность планеты испытала разломы и сжатия больших участков, за которыми иногда следовала эрозия (вследствие оползней или катастрофического высвобождения подземных вод), а также затопление жидкой лавой. Хаотические ландшафты часто находятся у истока больших каналов, прорезанных водой. Наиболее приемлемой гипотезой их совместного образования является внезапное таяние подповерхностного льда. На карте Марса выделены 26 областей, имеющих хаотический рельеф (официальное название таких деталей рельефа в планетологии — хаосы). Крупнейший из хаосов на Марсе — хаос Авроры — в диаметре имеет более 700 км.
На Марсе имеется необычный регион — Лабиринт Ночи, представляющий собой систему пересекающихся каньонов, соединяющих западный конец долин Маринера с северным концом борозд Кларитас. Их образование не было связано с водной эрозией, и предполагается, что его причиной стала тектоническая активность.

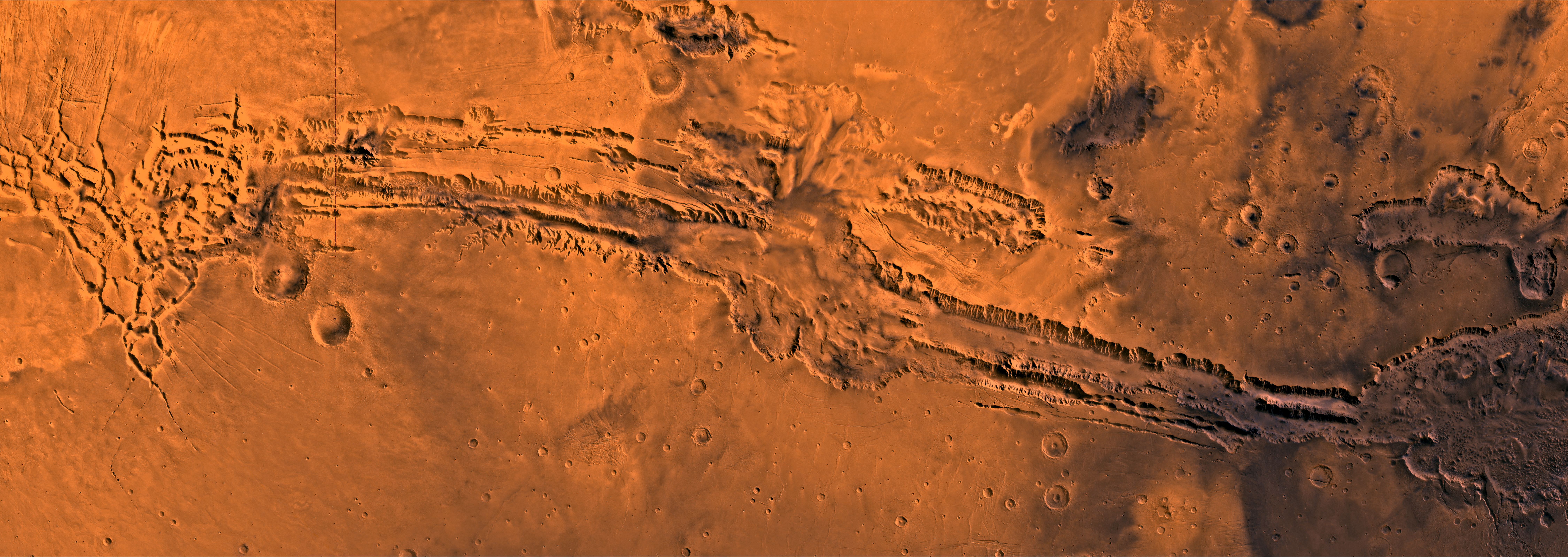
Изображение системы каньонов долины Маринер на Марсе, составленное из снимков, полученных в рамках программы «Викинг»

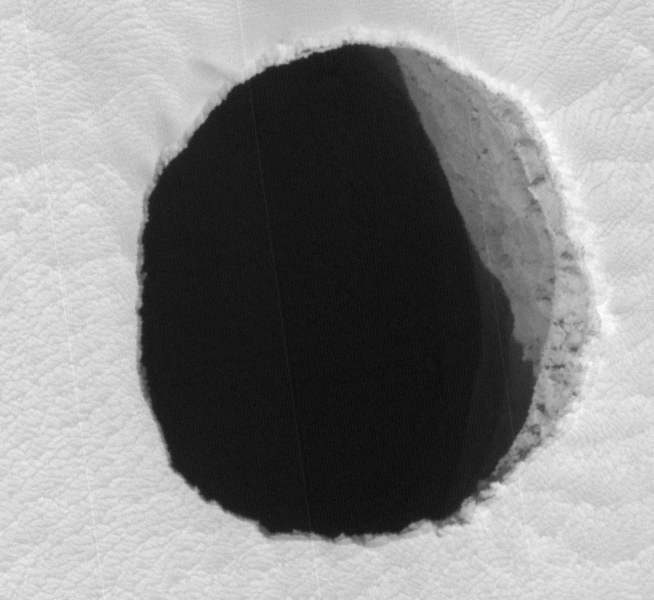
Так называемая «чёрная дыра» (колодец) диаметром более 150 м на поверхности Марса. Видна часть боковой стенки. Склон горы Арсия (фото Mars Reconnaissance Orbiter)

В северном полушарии, помимо обширных вулканических равнин, находятся две области крупных вулканов — Фарсида и Элизий. Фарсида — обширная вулканическая равнина протяжённостью 2000 км, достигающая высоты 10 км над средним уровнем. На ней находятся три крупных щитовых вулкана — гора Арсия, гора Павлина и гора Аскрийская. На краю Фарсиды находится высочайшая на Марсе гора Олимп. Книга рекордов Гиннесса оценивает её высоту от основания в 25 км. Согласно сайту НАСА, в поперечнике этот массив достигает 550 км. По другим данным, высота Олимпа составляет 21 287 метров над нулевым уровнем и 18 километров над окружающей местностью, а диаметр основания — примерно 600 км. Основание охватывает площадь 282 600 км². Высота отвесных стен Олимпа местами достигает 7 км. Кальдера (углубление в центре вулкана) имеет ширину 70 км и глубину 3 км. Объём Олимпа в 100 раз превышает объём крупнейшего вулкана Земли Мауна-Кеа. Неподалёку также расположено несколько менее крупных вулканов. Элизий — возвышенность до пяти километров над средним уровнем, с тремя вулканами — купол Гекаты, гора Элизий и купол Альбор.
На вулканической возвышенности Фарсида обнаружено несколько необычных глубоких колодцев. Судя по снимку аппарата «Марсианский разведывательный спутник», сделанному в 2007 году, один из них имеет диаметр 150 метров, а освещённая часть стенки уходит в глубину не менее чем на 178 метров. Высказана гипотеза о вулканическом происхождении этих образований, сходных с найденными в застывшей лаве вулканов на Гавайских островах.
Возвышенность Фарсида пересечена множеством тектонических разломов, часто очень сложных и протяжённых. Крупнейший из них — долины Маринер, открытые космическим аппаратом «Маринер-9» в 1971 году. Это образование тянется в широтном направлении более чем на 4000 км (четверть окружности планеты), достигая ширины 200 и глубины 7 км. На его крутых склонах происходят крупнейшие на планете оползни. Долины Маринер являются самым большим известным каньоном в Солнечной системе, на Земле они бы протянулись от северной оконечности Норвегии до южной оконечности Сицилии.

### Лёд и полярные шапки

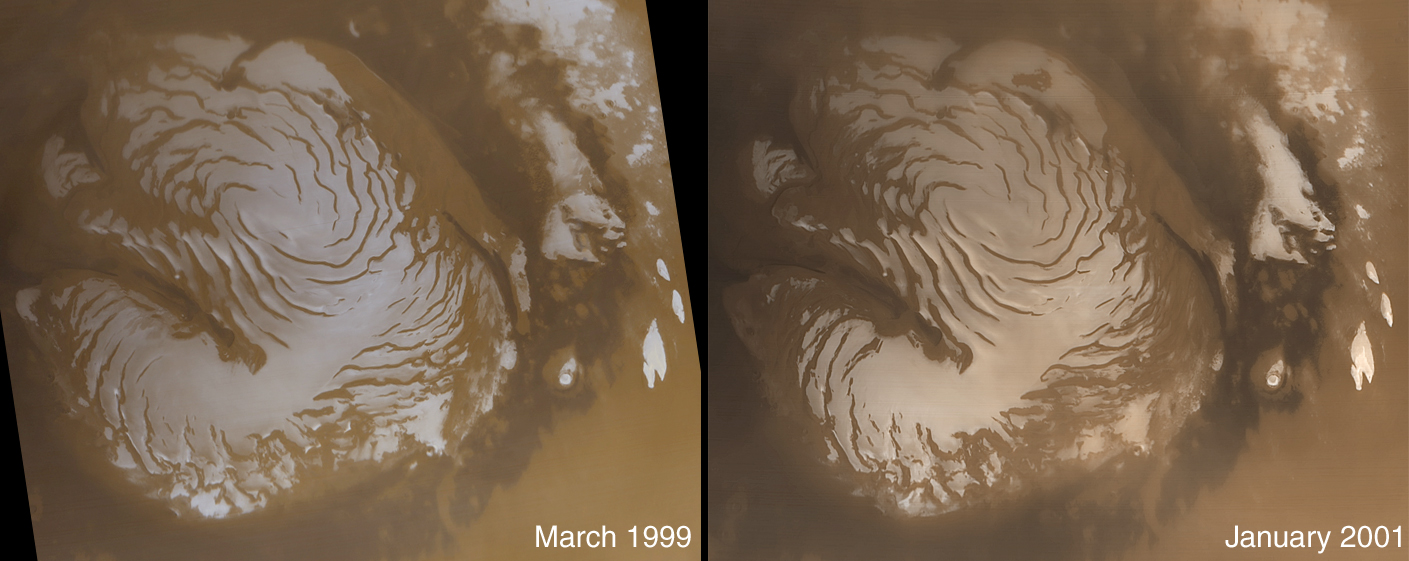
Северная полярная шапка с разницей в два года, снимки орбитальной станции Mars Global Surveyor. Широкий разлом слева — каньон Северный

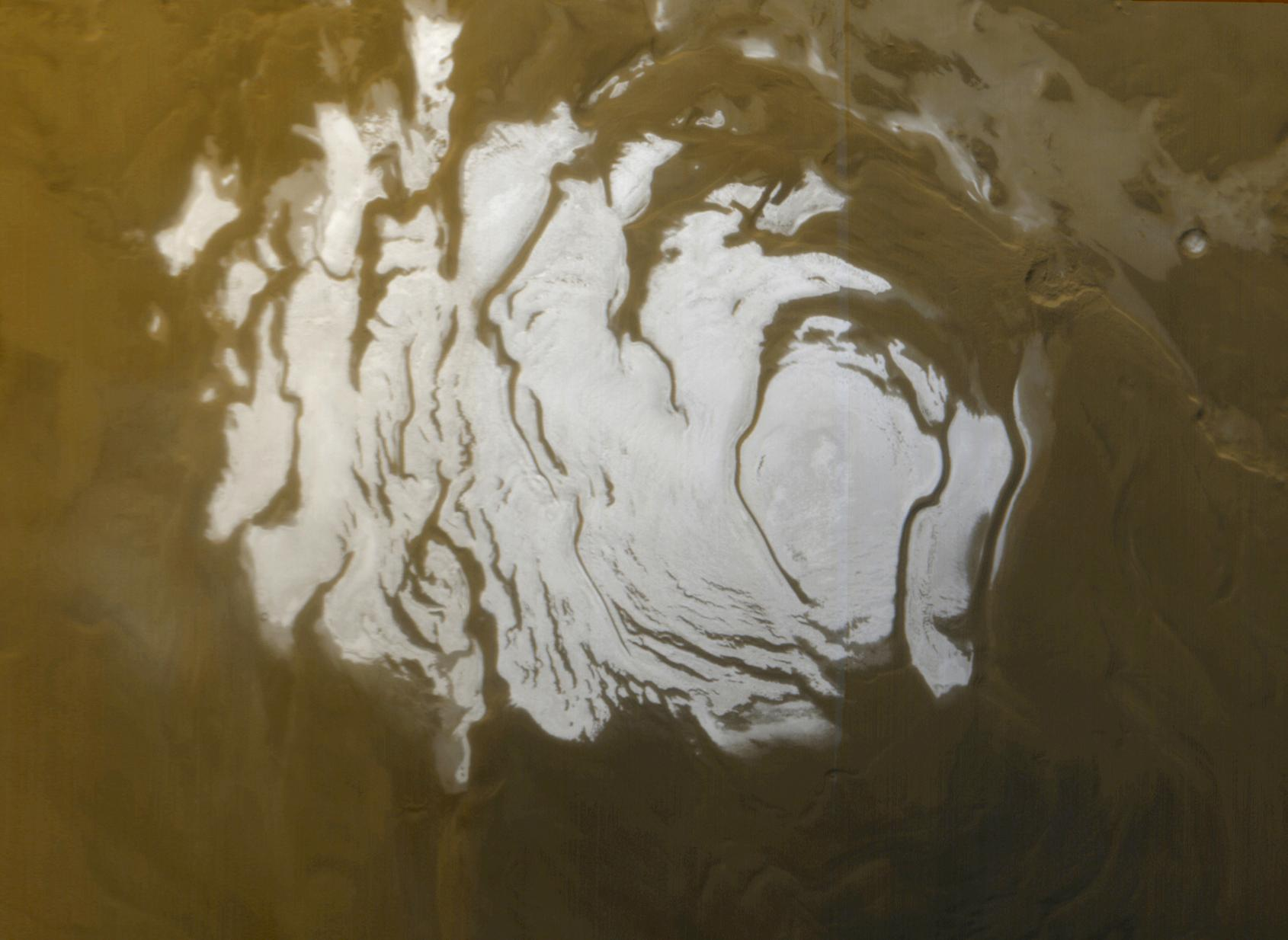
Южная полярная шапка в летний период, фото Mars Global Surveyor

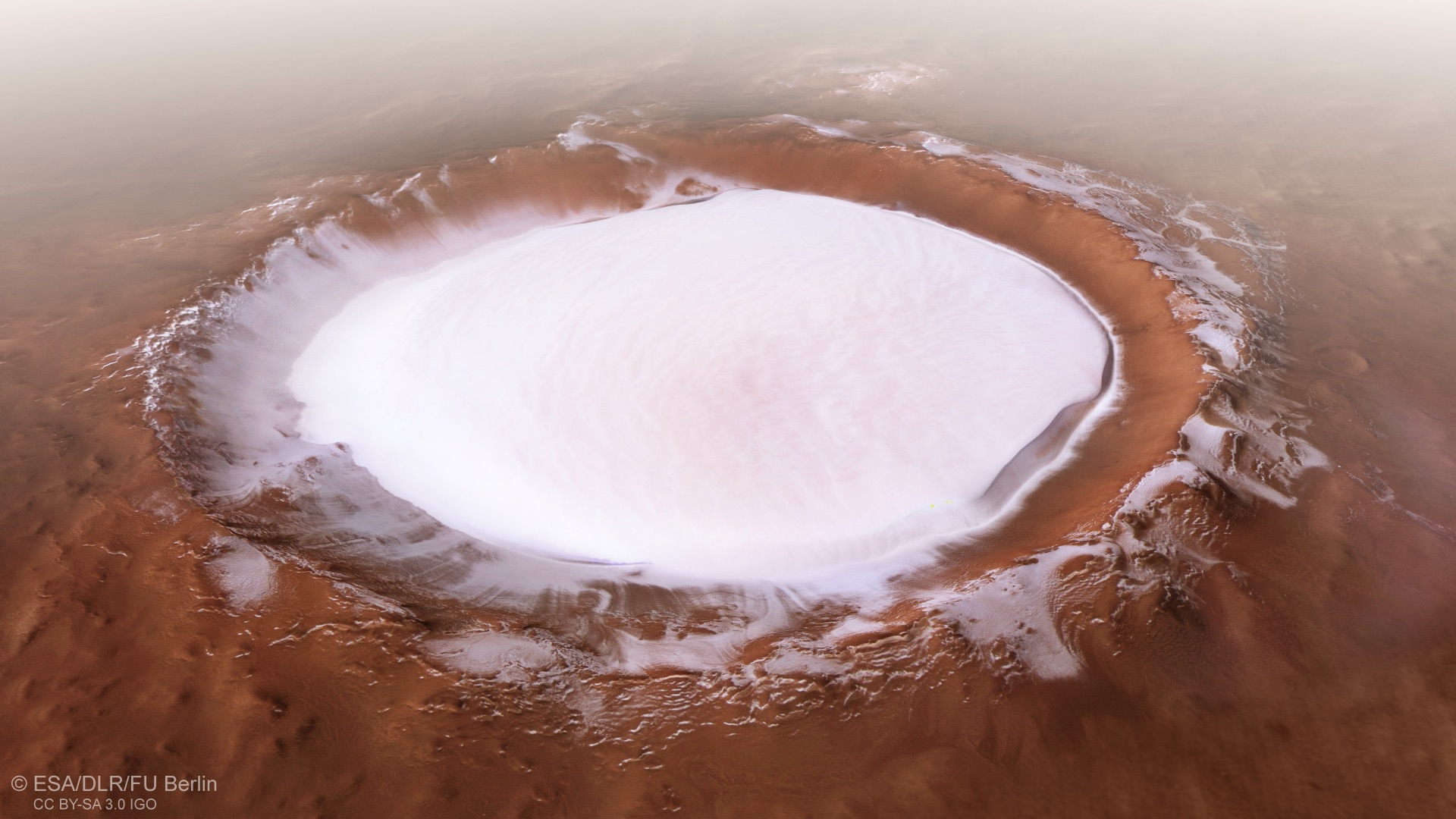
Кратер Королёв, содержащий 2200 кубических километров льда

Внешний вид Марса сильно изменяется в зависимости от времени года. Прежде всего бросаются в глаза изменения полярных шапок. Они разрастаются и уменьшаются, создавая сезонные явления в атмосфере и на поверхности Марса. По мере того, как весной полярная шапка в одном из полушарий отступает, детали поверхности планеты начинают темнеть. Полярные шапки Марса состоят из двух составляющих: постоянной и сезонной. Постоянная часть сложена водяным льдом с прослойками пыли, принесённой ветром, и замёрзшего углекислого газа. Диаметр постоянной части северной полярной шапки составляет 1100 км, а южной — 400 км. Зимой полярная область планеты покрывается сезонным слоем углекислого льда толщиной около метра. В максимуме разрастания южная полярная шапка достигает широты 50° (на 10° дальше северной). Различия шапок связаны с эллиптичностью орбиты Марса: когда в южном полушарии лето, планета ближе к Солнцу, поэтому южное лето теплее северного, а южная зима холоднее и дольше.
Полярные шапки Марса лежат на Северном и Южном плато. Северная полярная шапка возвышается над окрестностями примерно на 3 км, а южная — на 3,5 км. Обе шапки изрезаны долинами, расходящимися по спирали (в Южном полушарии — по часовой стрелке, в Северном — против). Эти долины могли быть прорезаны катабатическими ветрами. Кроме того, в каждую шапку врезается по одному большому каньону: каньон Северный и каньон Южный.
Аппарат «Марс Одиссей» обнаружил на южной полярной шапке Марса действующие гейзеры. Как считают специалисты НАСА, струи углекислого газа с весенним потеплением вырываются вверх на большую высоту, унося с собой пыль и песок.
В 1784 году астроном Уильям Гершель обратил внимание на сезонные изменения размера полярных шапок, напоминающие таяние и намерзание льдов в земных полярных областях. В 1860-х годах французский астроном Эммануэль Ляи наблюдал волну потемнения вокруг тающей весенней полярной шапки, что тогда было истолковано как растекание талых вод и развитие растительности. Однако спектрометрические измерения, которые были проведены В. Слайфером в начале XX века в обсерватории Лоуэлла во Флагстаффе, не показали наличия линии хлорофилла — зелёного пигмента земных растений.
По фотографиям «Маринера-7» удалось определить, что сезонная часть полярных шапок имеет толщину в несколько метров, а измеренная температура 115 K (−158 °C) подтвердила возможность того, что она состоит из замёрзшей углекислоты — «сухого льда».
Значительные объёмы льда (десятки тысяч км3) были обнаружены путём радиолокации и в средних широтах Марса (40-45°), на восточном краю Равнины Эллада. Толщина скрытого грунтом ледника — сотни метров, а площадь — тысячи квадратных километров.
В 2018 году радар MARSIS, установленный на аппарате «Марс-экспресс», показал наличие на Марсе подлёдного озера шириной около 20 км, расположенного на глубине 1,5 км подо льдом южной полярной шапки. Однако повторный анализ радарных данных аппарата «Марс-экспресс» и лабораторные эксперименты показали, что такие «озёра» могут быть гидратированными и холодными отложениями, включающими глину (смектиты), минералы, содержащие металлы, и солёный лёд.
Из-за низкого давления вода (без примесей, понижающих точку замерзания) не может существовать в жидком состоянии на большей части (около 70 %) поверхности Марса. Вода в состоянии льда была обнаружена в марсианском грунте космическим аппаратом НАСА «Феникс».
В 2024 году впервые за историю наблюдений на экваторе Марса, в регионе Тарсис, был обнаружен водяной иней. Открытие, сделанное при помощи космических аппаратов Европейского космического агентства ExoMars Trace Gas Orbiter и «Марс-экспресс», имеет большое значение для понимания гидрологического цикла Марса.

### Гидросфера

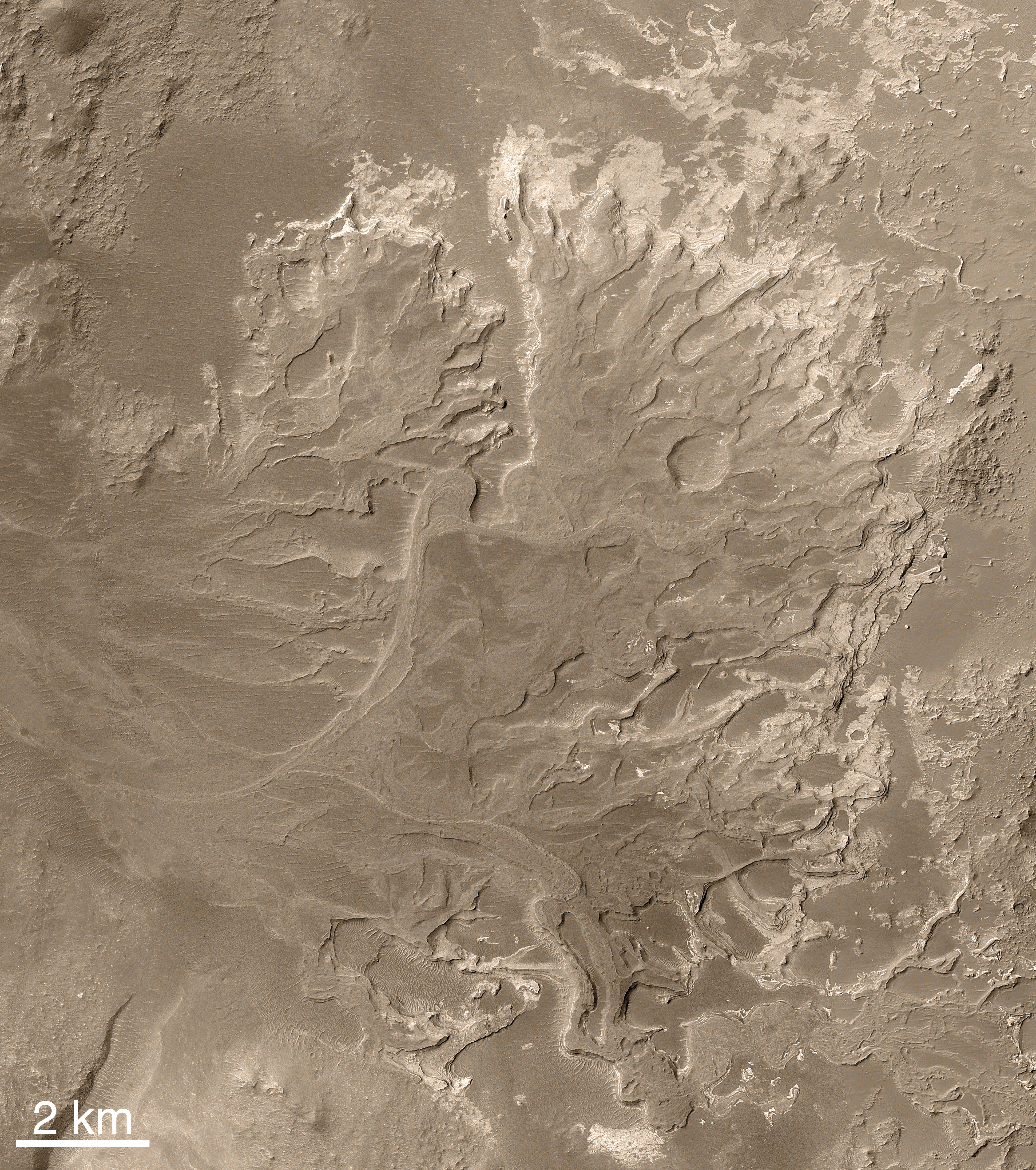
Дельта высохшей реки Эберсвальде (фото Mars Global Surveyor)

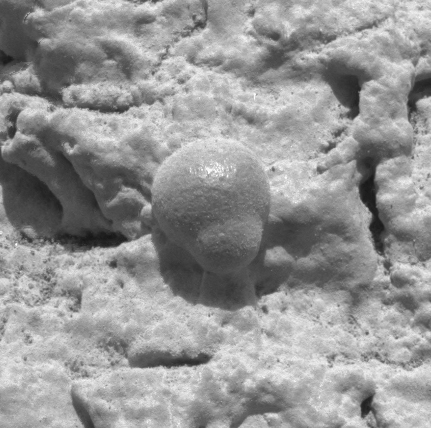
Микрофотография конкреции гематита в марсианском грунте, снятая марсоходом «Оппортьюнити» 2 марта 2004 года (поле зрения 1.3 см), что свидетельствует о присутствии в геологическом прошлом воды в жидком состоянии

Вплоть до полёта к Марсу автоматической межпланетной станции «Маринер-4» в 1965 году многие исследователи полагали, что на его поверхности есть вода в жидком состоянии. Это мнение было основано на наблюдениях за периодическими изменениями в светлых и тёмных участках, особенно в полярных широтах, которые были похожи на континенты и моря. Тёмные длинные линии на поверхности Марса интерпретировались некоторыми наблюдателями как ирригационные каналы для жидкой воды. Позднее было доказано, что большинство этих тёмных линий являются всего лишь оптической иллюзией.
На Марсе имеется множество геологических образований, напоминающих водную эрозию, в частности, высохшие русла рек. Согласно одной из гипотез, эти русла могли сформироваться в результате кратковременных катастрофических событий и не являются доказательством длительного существования речной системы. Однако последние данные свидетельствуют о том, что реки на Марсе текли в течение геологически значимых промежутков времени. В частности, обнаружены инвертированные русла (то есть русла, приподнятые над окружающей местностью). На Земле подобные образования формируются благодаря длительному накоплению плотных донных отложений с последующим высыханием и выветриванием окружающих пород. Кроме того, есть свидетельства смещения русел в дельте реки при постепенном поднятии поверхности.
В юго-западном полушарии, в кратере Эберсвальде диаметром 65 км, обнаружена дельта реки площадью около 115 км².
Следы ещё одного пересохшего водного потока на Марсе были обнаружены в кратере Гейл, видна принесённая древним потоком галька. Об этом объявили специалисты американского космического агентства НАСА после изучения фотографий, полученных с марсохода «Кьюриосити», на тот момент работавшего на планете лишь семь недель. Речь идёт о фотографиях камней, которые, по мнению учёных, явно подвергались воздействию воды.
Данные марсоходов НАСА «Спирит» и «Оппортьюнити» также свидетельствуют о наличии воды в прошлом, найдены минералы, которые могли образоваться только в результате длительного воздействия воды. Эти геологические данные позволяют предположить, что в далёком прошлом вода покрывала значительную часть поверхности Марса. Наблюдения в течение последних десятилетий позволили обнаружить в некоторых местах поверхности Марса признаки возможной гидрологической активности и в настоящее время. По наблюдениям с космического аппарата Mars Global Surveyor, некоторые части южной полярной шапки Марса постепенно отступают.
Кроме того, обнаружены тёмные полосы на склонах холмов, свидетельствующие о появлении жидкой солёной воды на поверхности в наше время. Они появляются вскоре после наступления летнего периода и исчезают к зиме, «обтекают» различные препятствия, сливаются и расходятся. По словам сотрудника НАСА Р. Зурека, «[с]ложно представить, что подобные структуры могли сформироваться не из потоков жидкости, а из чего-то иного». Дальнейший спектральный анализ показал присутствие в указанных областях перхлоратов — солей, способных обеспечить существование жидкой воды в условиях марсианского давления.
Согласно анализу данных аппарата Mars Reconnaissance Orbiter, гидросфера Марса ещё существовала около 2—2,5 миллиардов лет назад. Позже китайскими учёными были получены доказательства, что вода на Марсе оставалась в жидком виде гораздо дольше, чем считалось ранее. Марсоход «Чжужун» обнаружил на равнине Утопия гидратированные отложения и минералы возрастом всего 700 млн лет, что свидетельствует о присутствии большого количества воды на Марсе в то время.
В 2024 году в результате анализа сейсмографических данных, полученных аппаратом InSight, в сочетании с гравиметрическими измерениями и использованием сложных моделей физических свойств горных пород, были обнаружены признаки существования жидкой воды в марсианской коре на глубине около 10—20 км.
Когда Марс находится вблизи перигелия, над лабиринтом Ночи и долинами Маринер появляются высокие (40—50 км) облака. Восточный ветер вытягивает их вдоль экватора и сносит к западу, где они постепенно размываются. Их длина достигает нескольких сотен (до тысячи) километров, а ширина — нескольких десятков километров. Состоят они, судя по условиям в этих слоях атмосферы, тоже из водяного льда. Они довольно густые и отбрасывают на поверхность хорошо заметные тени. Их появление объясняют тем, что неровности рельефа вносят возмущения в газовые потоки, направляя их вверх. Там они охлаждаются, а содержащийся в них водяной пар конденсируется.

### Грунт

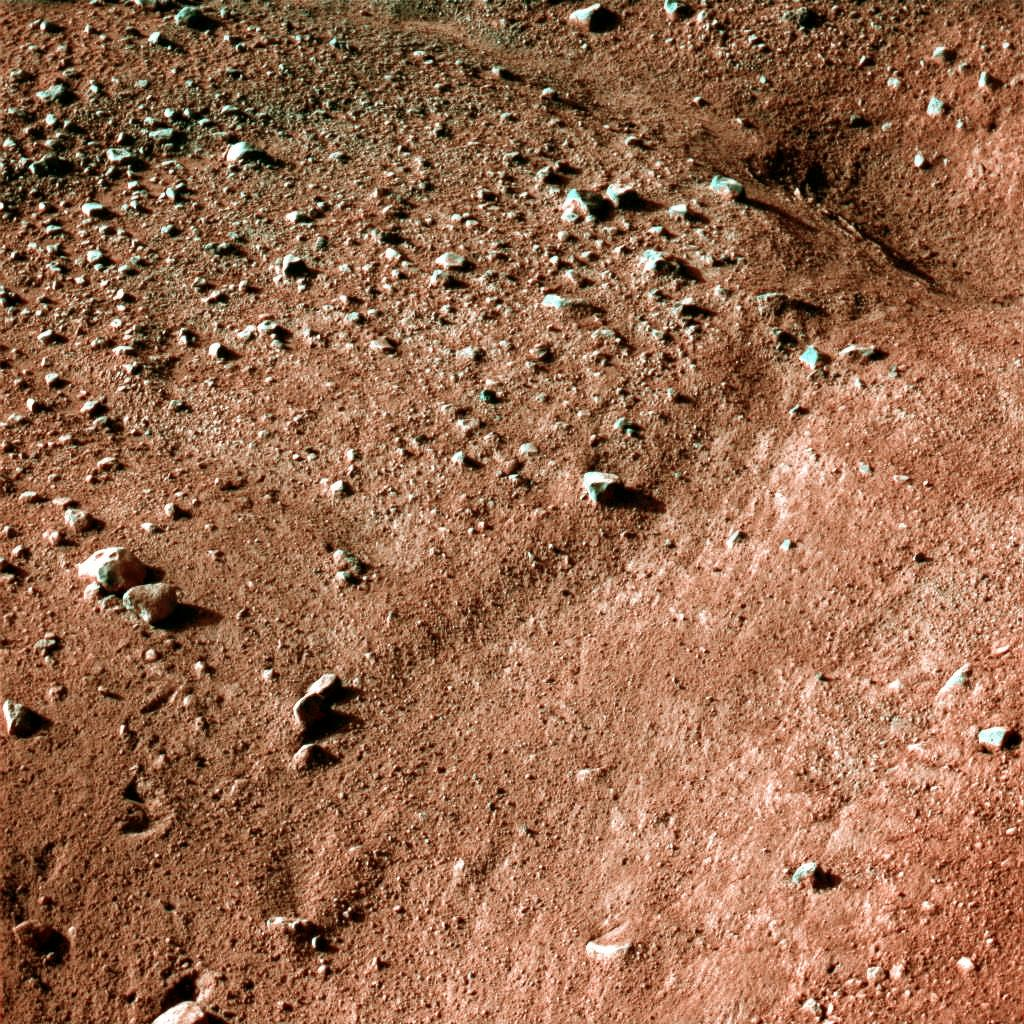
Фотография марсианского грунта в месте посадки аппарата «Феникс»

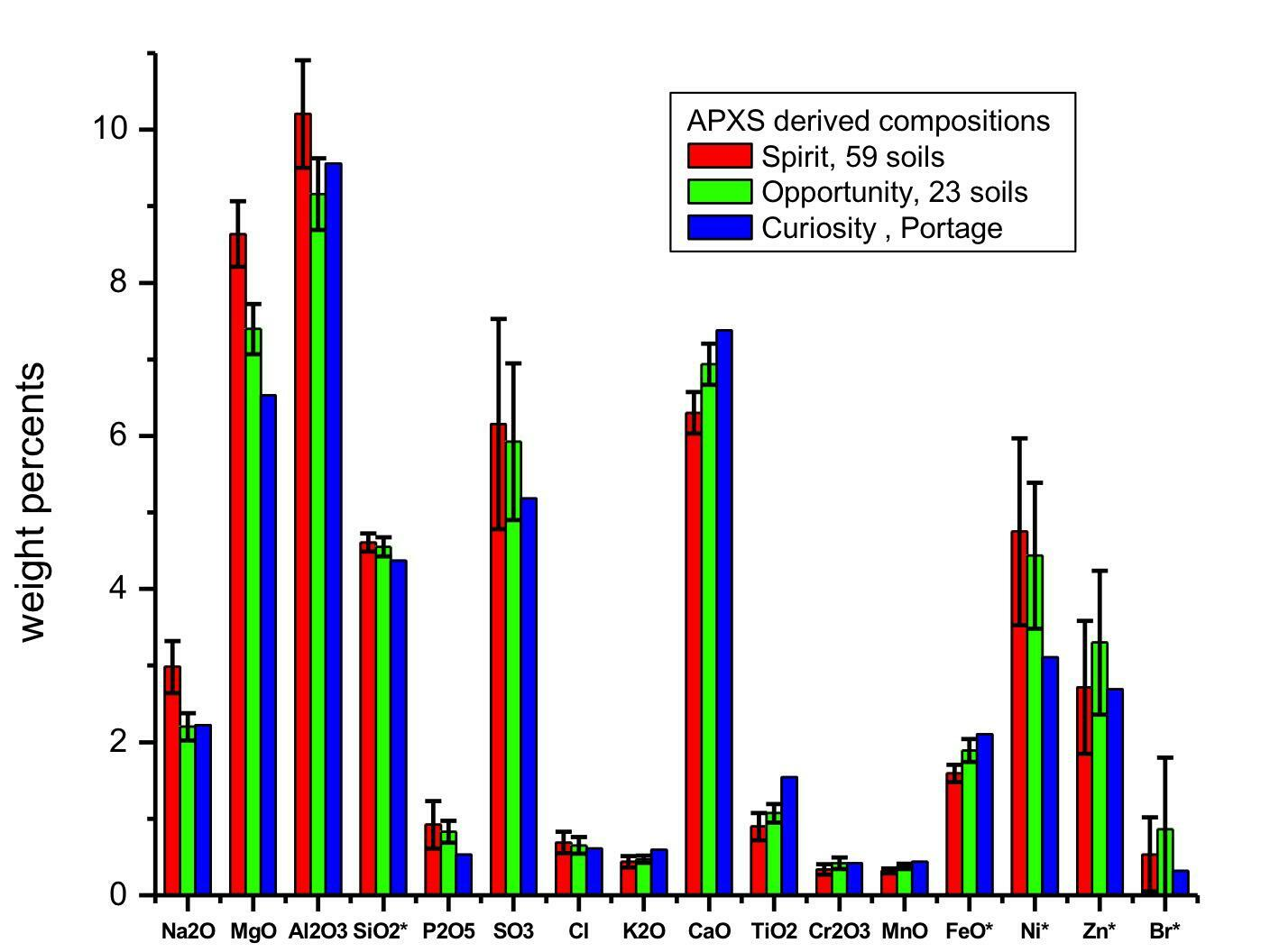
Сравнение химического состава марсианского грунта — образцов, исследованных марсоходами Curiosity, Opportunity и Spirit (SiO_{2} и FeO делятся на 10, а Ni, Zn и Br умножаются на 100).

Элементный состав поверхностного слоя грунта, определённый по данным посадочных аппаратов, неодинаков в разных местах. Основная составляющая почвы — кремнезём, содержащий примесь гидратов оксидов железа, придающих почве красноватый цвет. Имеются значительные примеси соединений серы, кальция, алюминия, магния, натрия.
Орбитальный зонд «Марс Одиссей» в 2002 году обнаружил (с помощью спектрометра, регистрирующего гамма-излучение), что под поверхностью планеты есть значительные залежи водяного льда. Позже это предположение было подтверждено и другими аппаратами, но окончательно вопрос о наличии воды на Марсе был решён в 2008 году, когда зонд «Феникс», севший вблизи северного полюса планеты, получил воду из марсианского грунта.
Согласно данным зонда НАСА «Феникс» (посадка на Марс 25 мая 2008 года), значения pH и некоторые другие параметры марсианских почв близки к земным, и на них теоретически можно было бы выращивать растения. Ведущий исследователь-химик проекта Сэм Кунейвс резюмировал: «Фактически мы обнаружили, что почва на Марсе отвечает требованиям, а также содержит необходимые питательные вещества для возникновения и поддержания жизни как в прошлом, так и в настоящем и будущем». Также, по его словам, данный щелочной тип грунта (pH = 7,7) многие могут встретить «у себя на заднем дворе», и он вполне пригоден для выращивания спаржи. Кроме того, «Феникс» стал первым аппаратом, обнаружившим залежи льда непосредственно в грунте.
Данные, полученные марсоходом «Кьюриосити» и обнародованные в сентябре 2013 года, показали, что содержание воды под поверхностью Марса гораздо выше, чем считалось ранее. В породе, из которой брал образцы марсоход, её содержание может достигать 2 % по весу.

## Геология и внутреннее строение
В прошлом на Марсе, вероятно, происходило движение литосферных плит. На это указывают особенности магнитного поля Марса, форма долин Маринер, а также места расположения щитовых вулканов в провинции Фарсида. Современное положение дел на Марсе, когда вулканы такого типа могут существовать гораздо дольше, чем на Земле, и достигать гигантских размеров, говорит о том, что сейчас движений плит, по-видимому, не происходит. В пользу этого говорит тот факт, что щитовые вулканы растут в результате повторных извержений из одного и того же жерла в течение длительного времени. На Земле постоянное смещение литосферных плит относительно горячих точек, вероятно, ограничивает рост щитовых вулканов и не позволяет им достигать такой высоты, как на Марсе. Кроме того, разница в максимальной высоте вулканов, по сравнению с земными, может объясняться тем, что из-за меньшей силы тяжести на Марсе возможно построение более высоких структур без риска обрушения под собственным весом. Возможно, на планете имеется слабая тектоническая активность, приводящая к образованию наблюдаемых с орбиты пологих каньонов. По данным сейсмометра SEIS, такая сейсмическая активность существует: самое сильное зафиксированное марсотрясение (событие S1222a) имело магнитуду 4,7, самое сильное сейсмическое событие, вызванное падением метеорита на поверхность Марса в горной местности Темпе-Терра, имело магнитуду 4,1 ± 0,2 и позволило определить структуру скоростей P-волн в нижней мантии.

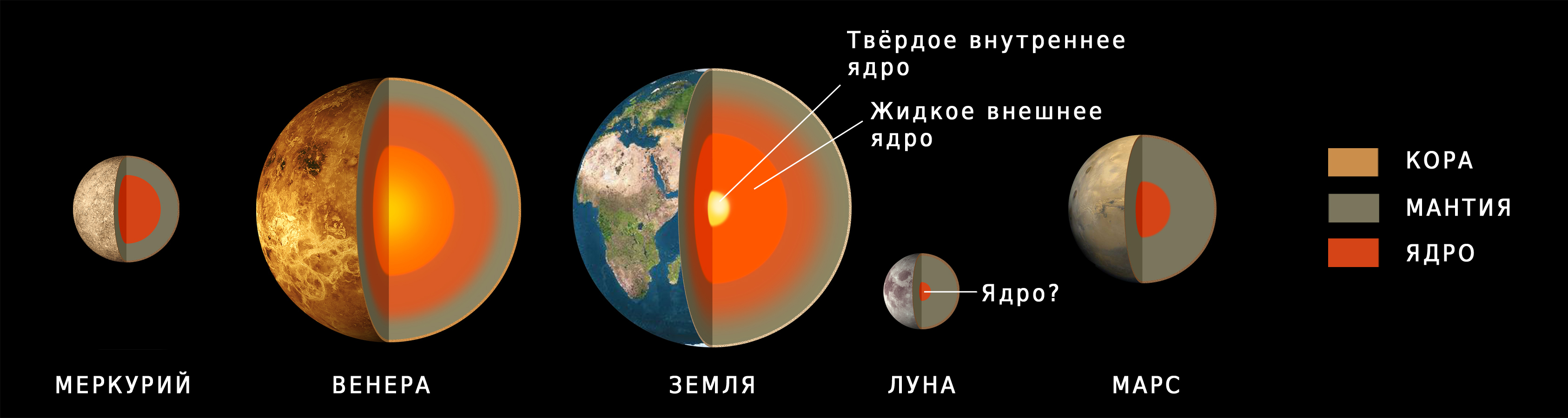
Сравнение внутреннего строения Марса и других планет земной группы

Современные модели внутреннего строения Марса предполагают, что он состоит из коры со средней толщиной 50 км (максимальная оценка — не более 125 км), силикатной мантии и ядра радиусом, по разным оценкам, от 1480 до 1860 км. Плотность в центре планеты должна достигать 8,5 г/см3. Ядро частично жидкое и состоит в основном из железа с примесью 14—18 % (по массе) серы, в целом содержание лёгких элементов вдвое выше, чем в ядре Земли. Согласно современным оценкам, формирование ядра совпало с периодом раннего вулканизма и продолжалось около миллиарда лет. Примерно то же время заняло частичное плавление мантийных силикатов. Из-за меньшей силы тяжести на Марсе диапазон давлений в мантии Марса гораздо меньше, чем на Земле, что означает меньшее количество фазовых переходов. Предполагается, что фазовый переход оливина в шпинелевую модификацию начинается на довольно больших глубинах — 800 км (400 км на Земле). Характер рельефа и другие признаки позволяют предположить наличие астеносферы, состоящей из зон частично расплавленного вещества. Для некоторых районов Марса составлена подробная геологическая карта.
Согласно наблюдениям с орбиты и анализу коллекции марсианских метеоритов, поверхность Марса состоит главным образом из базальта. Есть некоторые основания предполагать, что на части марсианской поверхности материал является более кварцесодержащим, чем обычный базальт, и может быть подобен андезитным камням на Земле. Однако эти же наблюдения можно толковать в пользу наличия кварцевого стекла. Значительная часть более глубокого слоя приходится на зернистую пыль оксида железа.

### Магнитное поле
У Марса было зафиксировано слабое магнитное поле. Согласно показаниям магнитометров станций «Марс-2» и «Марс-3», напряжённость магнитного поля на экваторе составляет около 60 гамм, на полюсе — 120 гамм, что в 500 раз слабее земного. По данным АМС «Марс-5», напряжённость магнитного поля на экваторе составляла 64 гаммы, а магнитный момент планетарного диполя — 2,4⋅1022 эрстед·см2.
Магнитное поле Марса крайне неустойчиво, в различных точках планеты его напряжённость может отличаться от 1,5 до 2 раз, а магнитные полюса не совпадают с физическими. Это говорит о том, что железное ядро Марса находится в сравнительной неподвижности по отношению к его коре, то есть механизм планетарного динамо, ответственный за работу магнитного поля Земли, на Марсе не работает. Хотя на Марсе не имеется устойчивого всепланетного магнитного поля, наблюдения показали, что части планетной коры намагничены и что наблюдалась смена магнитных полюсов этих частей в прошлом. Намагниченность данных частей оказалась похожей на полосовые магнитные аномалии в Мировом океане Земли.
По одной теории, опубликованной в 1999 году и перепроверенной в 2005 году (с помощью беспилотной станции Mars Global Surveyor), эти полосы демонстрируют тектонику плит 4 миллиарда лет назад — до того, как гидромагнитное динамо планеты прекратило выполнять свою функцию, что послужило причиной резкого ослабления магнитного поля. Причины такого резкого ослабления неясны. Существует предположение, что функционирование динамо 4 млрд лет назад объясняется наличием астероида, который вращался на расстоянии 50—75 тысяч километров вокруг Марса и вызывал нестабильность в его ядре. Затем астероид снизился до предела Роша и разрушился. Тем не менее, это объяснение само содержит неясные моменты и оспаривается в научном сообществе. Согласно другой гипотезе, в далёком прошлом Марса произошло столкновение с крупным небесным телом, в результате чего произошла остановка вращения ядра и ослабление магнитного поля.
Вследствие слабости магнитного поля солнечный ветер практически беспрепятственно проникает в атмосферу Марса и постепенно размывает её. Атмосфера теряет примерно 100 граммов газов в секунду. Многие из фотохимических реакций под действием солнечной радиации, которые на Земле происходят на высотах 40—80 км, на Марсе могут наблюдаться практически у самой его поверхности.
В 2024 году марсоход «Персеверанс» впервые зафиксировал на Марсе полярное сияние в видимом диапазоне волн.

### Геологическая история
Марс образовался около 4,5 миллиардов лет назад из газообразного пылевого диска, окружавшего молодое Солнце. В современном научном сообществе формирование Марса и других планет Солнечной системы объясняется гипотезой солнечной туманности, по которой Солнечная система образовалась из большого облака межзвёздной пыли и газа.
Геологическая история Марса включает четыре  периода:
- Донойский период[англ.]: о том, что происходило в самый ранний период Марса, от формирования планеты до наступления Нойского периода, известно очень мало. Установлено только, что его характеризовало возможное наличие магнитного поля и многочисленные столкновения с космическими телами, одно из которых, вероятно, и повлекло за собой т. н. глобальную дихотомию[англ.] Марса.
- Нойский период (назван в честь земли Ноя[англ.]): формирование наиболее старой сохранившейся до наших дней поверхности Марса, в частности, бассейна Эллада, плато Фарсида и долин Маринер. Продолжался в период 4,1—3,8 млрд лет назад. В этот период поверхность Марса была изрубцована многочисленными ударными кратерами и подвергалась эрозии.
- Гесперийский период (назван в честь Гесперийского плато[англ.]): от 3,7 млрд лет назад до 2,5—3 млрд лет назад. Этот период отмечен интенсивным вулканизмом.
- Амазонийский период (назван в честь плато Амазония[англ.]): 2,5—3 млрд лет назад до наших дней. Все районы, образовавшиеся в этот период, имеют очень мало метеоритных кратеров, но в остальном они существенно различаются. Постепенно затухают вулканические и эрозионные процессы. В этот период сформирована гора Олимп.

## Спутники

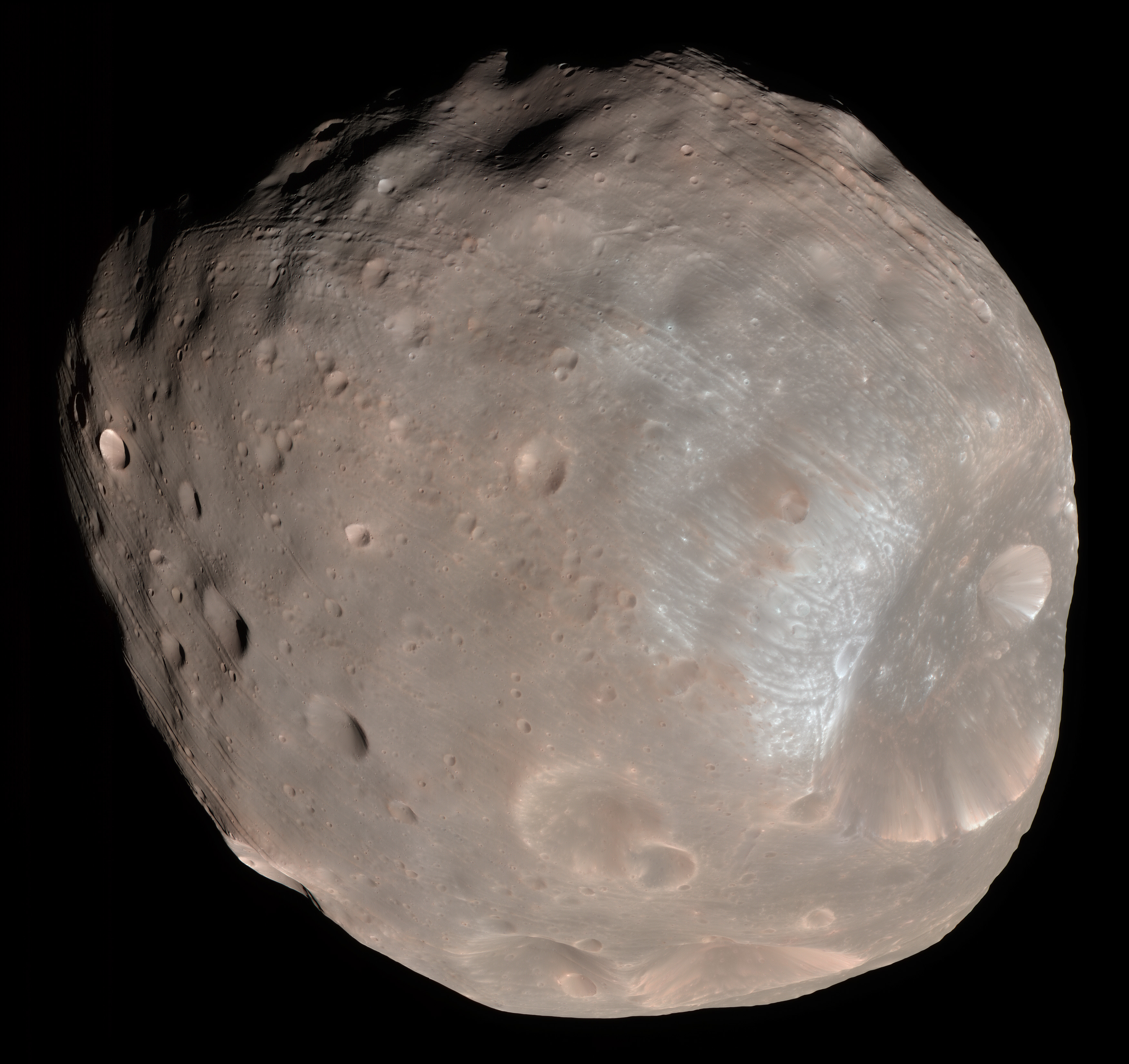
Фобос, снятый 23 марта 2008 года спутником «Mars Reconnaissance Orbiter»
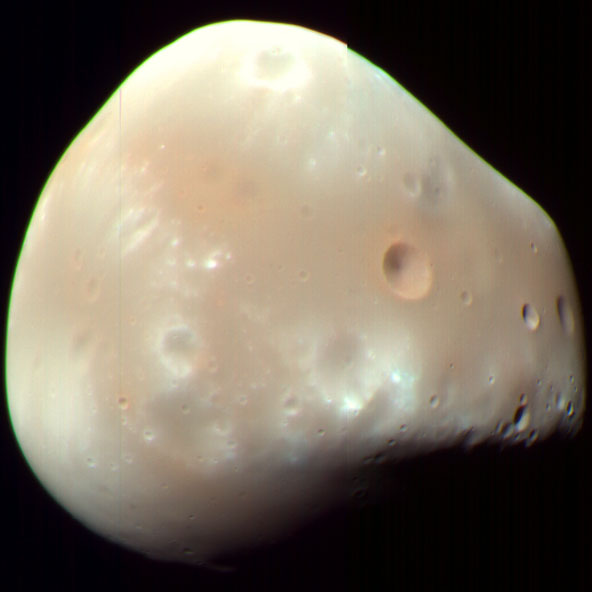
Деймос, снятый 21 февраля 2009 года спутником «Mars Reconnaissance Orbiter»
Прохождение Фобоса по диску Солнца. Снимки марсохода «Оппортьюнити»
Прохождение Деймоса по диску Солнца. Снимки марсохода «Оппортьюнити»

Марс имеет два естественных спутника: Фобос и Деймос. Оба они открыты американским астрономом Асафом Холлом в 1877 году. Они имеют неправильную форму и очень маленькие размеры и, по одной из гипотез, могут представлять собой захваченные гравитационным полем Марса астероиды наподобие (5261) Эврика из Троянской группы астероидов. Спутники названы в честь персонажей, сопровождающих бога Ареса (то есть Марса), — Фобоса и Деймоса, олицетворяющих страх и ужас, которые помогали богу войны в битвах.
Оба спутника вращаются вокруг своих осей с тем же периодом, что и вокруг Марса, поэтому всегда повёрнуты к планете одной и той же стороной (это вызвано эффектом приливного захвата и характерно для большинства спутников планет в Солнечной системе, в том числе для Луны). Приливное воздействие Марса постепенно замедляет движение Фобоса, и, в конце концов, приведёт к падению спутника на Марс (при сохранении текущей тенденции) или к его распаду. Деймос, напротив, удаляется от Марса.
Орбитальный период Фобоса меньше, чем период обращения Марса, поэтому для наблюдателя на поверхности планеты Фобос (в отличие от Деймоса и всех остальных известных естественных спутников планет Солнечной системы, кроме Метиды и Адрастеи) восходит на западе и заходит на востоке.
Оба спутника имеют форму, приближающуюся к трёхосному эллипсоиду, Фобос (26,8×22,4×18,4 км) несколько крупнее Деймоса (15×12,2×11 км). Поверхность Деймоса выглядит гораздо более гладкой за счёт того, что большинство кратеров покрыто тонкозернистым веществом. Очевидно, на Фобосе, более близком к планете и более массивном, вещество, выброшенное при ударах метеоритов, либо наносило повторные удары по поверхности, либо падало на Марс, в то время как на Деймосе оно долгое время оставалось на орбите вокруг спутника, постепенно оседая и скрывая неровности рельефа.

## Жизнь

### История вопроса
Популярная идея, что Марс населён разумными марсианами, широко распространилась в конце XIX века. С тех пор Марс изучался многими учёными.
Наблюдения Скиапарелли так называемых каналов в сочетании с книгой Персиваля Лоуэлла по той же теме сделали популярной идею о планете, климат которой становился всё суше, холоднее, которая умирала и на которой существовала древняя цивилизация, выполняющая ирригационные работы.

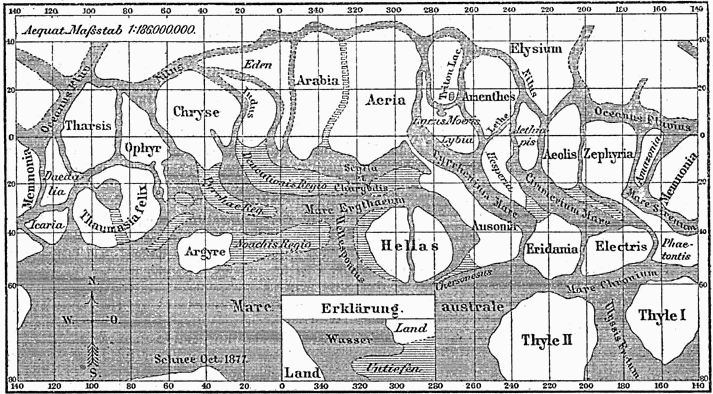
Карта Марса Скиапарелли, 1888
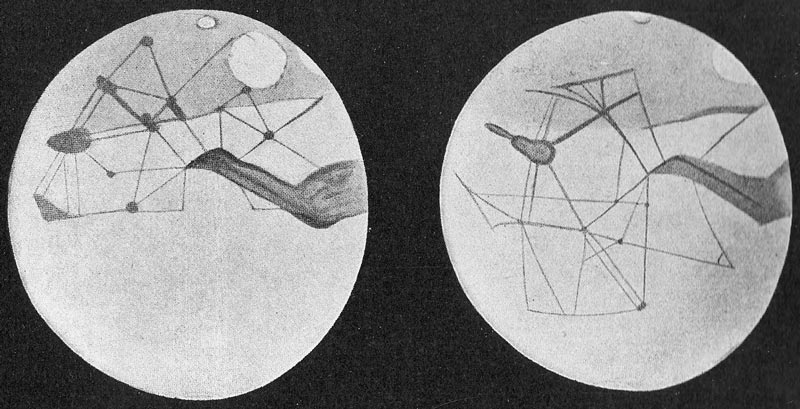
Марсианские каналы, зарисованные астрономом П. Лоуэллом, 1898

Другие многочисленные наблюдения и объявления известных лиц породили вокруг этой темы так называемую «марсианскую лихорадку» (англ. Mars Fever). В 1899 году во время изучения атмосферных радиопомех с использованием приёмников в Колорадской обсерватории изобретатель Никола Тесла наблюдал повторяющийся сигнал. Он высказал догадку, что это может быть радиосигнал с других планет, например, Марса. В интервью 1901 года Тесла сказал, что ему пришла в голову мысль о том, что помехи могут быть вызваны искусственно. Хотя он не смог расшифровать их значение, он исключал возможность, что они возникли совершенно случайно. По его мнению, это было приветствие одной планеты другой.
Гипотеза Теслы вызвала горячую поддержку известного британского учёного-физика Уильяма Томсона (лорда Кельвина), который, посетив США в 1902 году, заявил, что, по его мнению, Тесла поймал сигнал марсиан, посланный в США. Однако ещё до отбытия из Америки Кельвин стал решительно отрицать это заявление: «На самом деле я сказал, что жители Марса, если они существуют, несомненно могут видеть Нью-Йорк, в частности, свет от электричества».

### Фактические данные
Гипотезы о существовании в прошлом жизни на Марсе выдвигаются давно. По результатам наблюдений с Земли и данным космического аппарата «Марс-экспресс» в атмосфере Марса обнаружен метан.

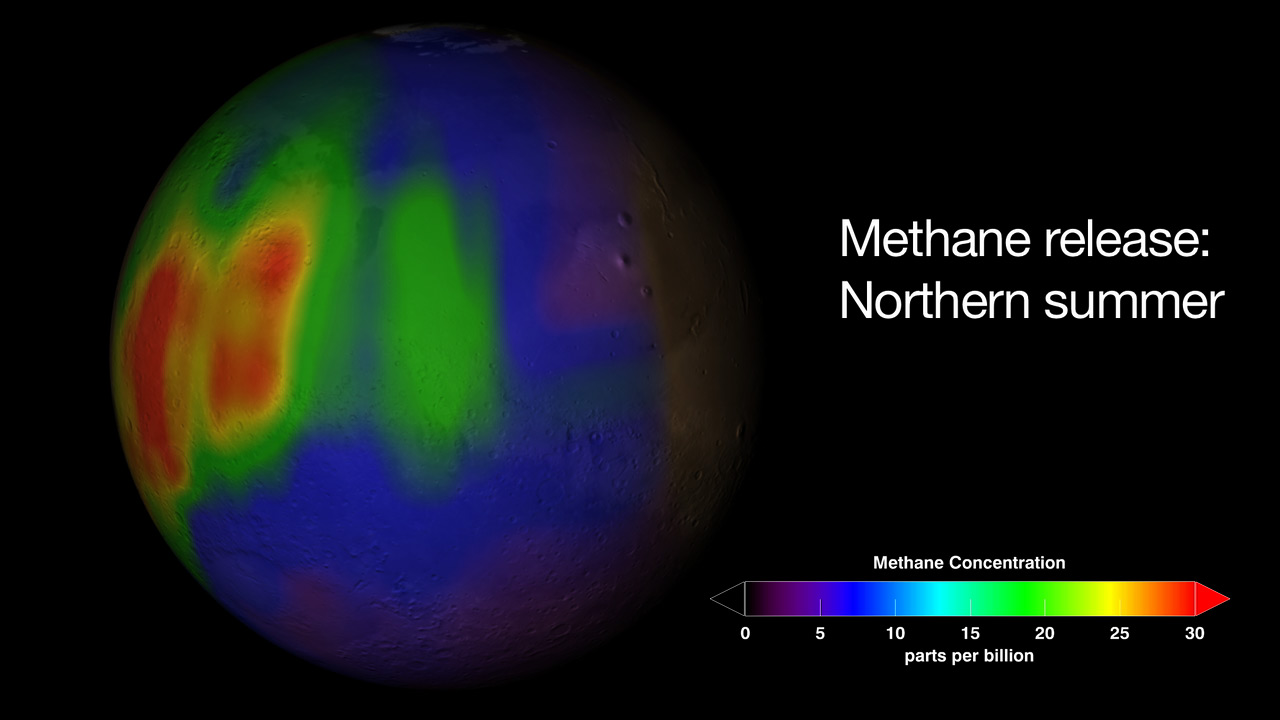
Распределение метана в атмосфере Марса в летний период в северном полушарии

В условиях Марса метан довольно быстро разлагается, поэтому должен существовать постоянный источник его пополнения. Таким источником может быть либо геологическая активность (но действующие вулканы на Марсе не обнаружены), либо жизнедеятельность бактерий. В июле 2021 года учёные с помощью компьютерного моделирования выявили, что один из вероятных источников метана может находиться в северо-западной части кратера Гейл. В некоторых метеоритах марсианского происхождения обнаружены образования, по форме напоминающие клетки, хотя они и уступают мельчайшим земным организмам по размерам. Примерами таких марсианских метеоритов являются ALH 84001 и Yamato 000593, найденные в Антарктиде в 1984 и 2000 годах соответственно.

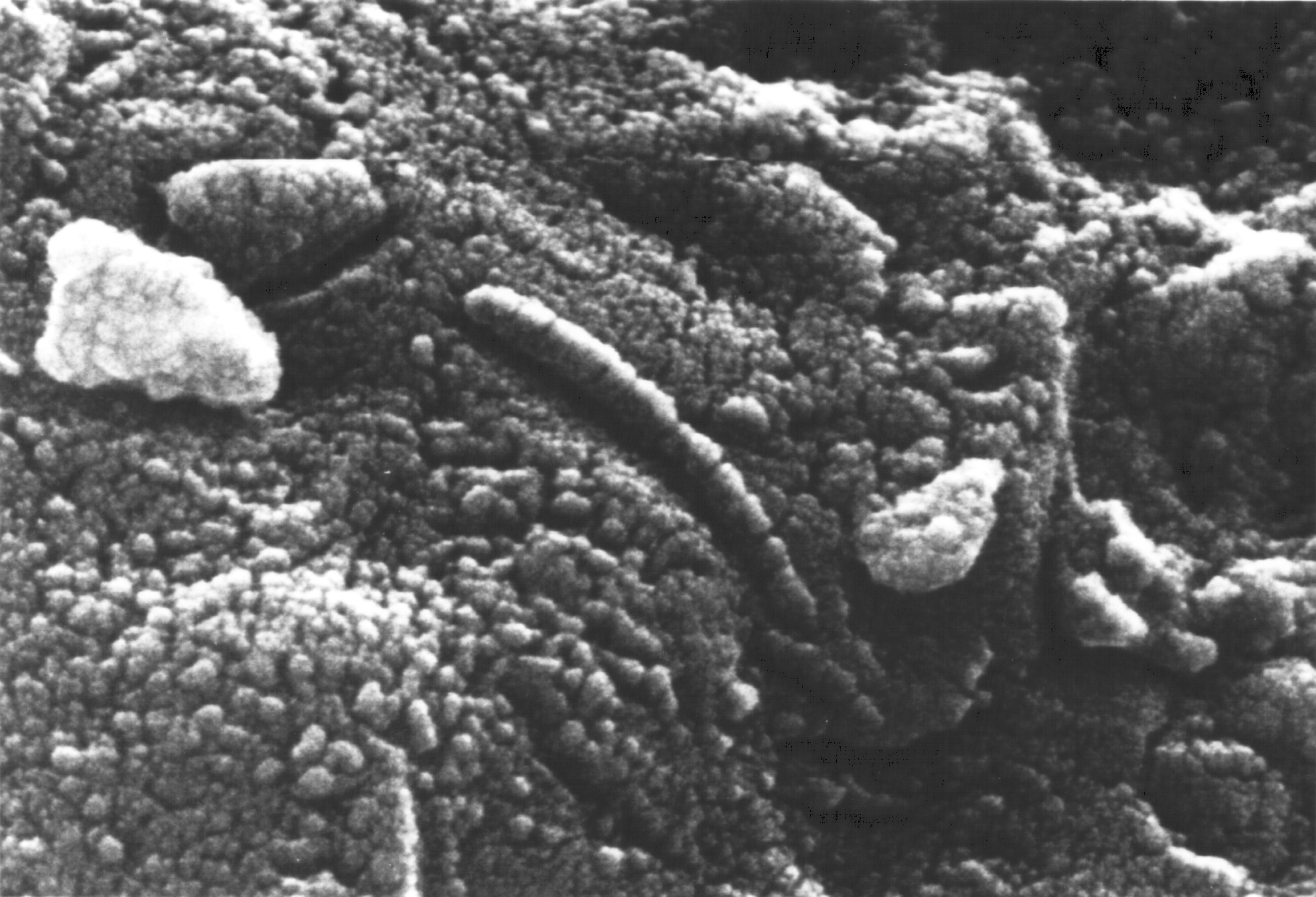
Метеорит ALH84001 под микроскопом

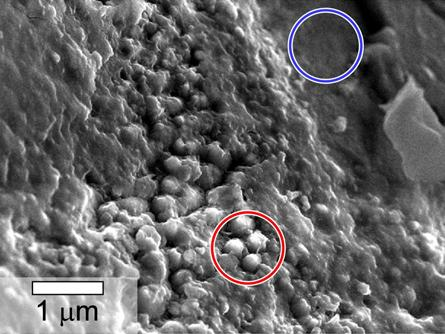
Метеорит Yamato 000593 под микроскопом

В декабре 2012 года марсоходом «Кьюриосити» были получены данные о наличии на Марсе органических веществ, а также токсичных перхлоратов. Те же исследования показали наличие водяного пара в нагретых образцах грунта. Интерес также вызвал сам факт, что «Кьюриосити» на Марсе опустился на дно высохшего озера.
Анализ наблюдений говорит, что на планете ранее существовали значительно более благоприятные для жизни условия, нежели теперь. В ходе программы «Викинг», осуществлённой в середине 1970-х годов, была проведена серия экспериментов для обнаружения микроорганизмов в марсианской почве. Она дала положительные результаты: например, временное увеличение выделения CO2 при помещении частиц почвы в воду и питательную среду. Однако затем данное свидетельство жизни на Марсе было оспорено учёными команды «Викингов». Это привело к их продолжительным спорам с учёным из NASA Гилбертом Левиным, который утверждал, что «Викинг» обнаружил жизнь. После переоценки данных «Викинга» в свете современных научных знаний об экстремофилах было установлено, что проведённые эксперименты были недостаточно совершенны для обнаружения этих форм жизни. Более того, эти тесты могли убить организмы, даже если последние содержались в пробах. Тесты, проведённые в рамках программы «Феникс», показали, что почва имеет очень щелочной pH и содержит магний, натрий, калий и хлориды. Питательных веществ в почве достаточно для поддержания жизни, однако жизненные формы должны иметь защиту от интенсивного ультрафиолетового света.
В 2014 году марсоход «Кьюриосити» зафиксировал всплеск содержания метана в атмосфере Марса. Помимо кратковременного увеличения доли метана в атмосфере, марсоход также зафиксировал наличие углеродных соединений в порошкообразном образце, оставшемся от бурения марсианской скалы, получившей название «Камберленд» (англ. Cumberland). Первое открытие позволил сделать инструмент SAM на борту марсохода. За 20 месяцев он 12 раз измерил состав марсианской атмосферы. В двух случаях — в конце 2013 года и начале 2014-го — «Кьюриосити» удалось обнаружить десятикратное увеличение средней доли метана. Этот всплеск, по мнению членов научной команды марсохода, свидетельствует об обнаружении локального источника метана. Имеет ли он биологическое или же иное происхождение, специалисты утверждать затрудняются вследствие нехватки данных для полноценного анализа.

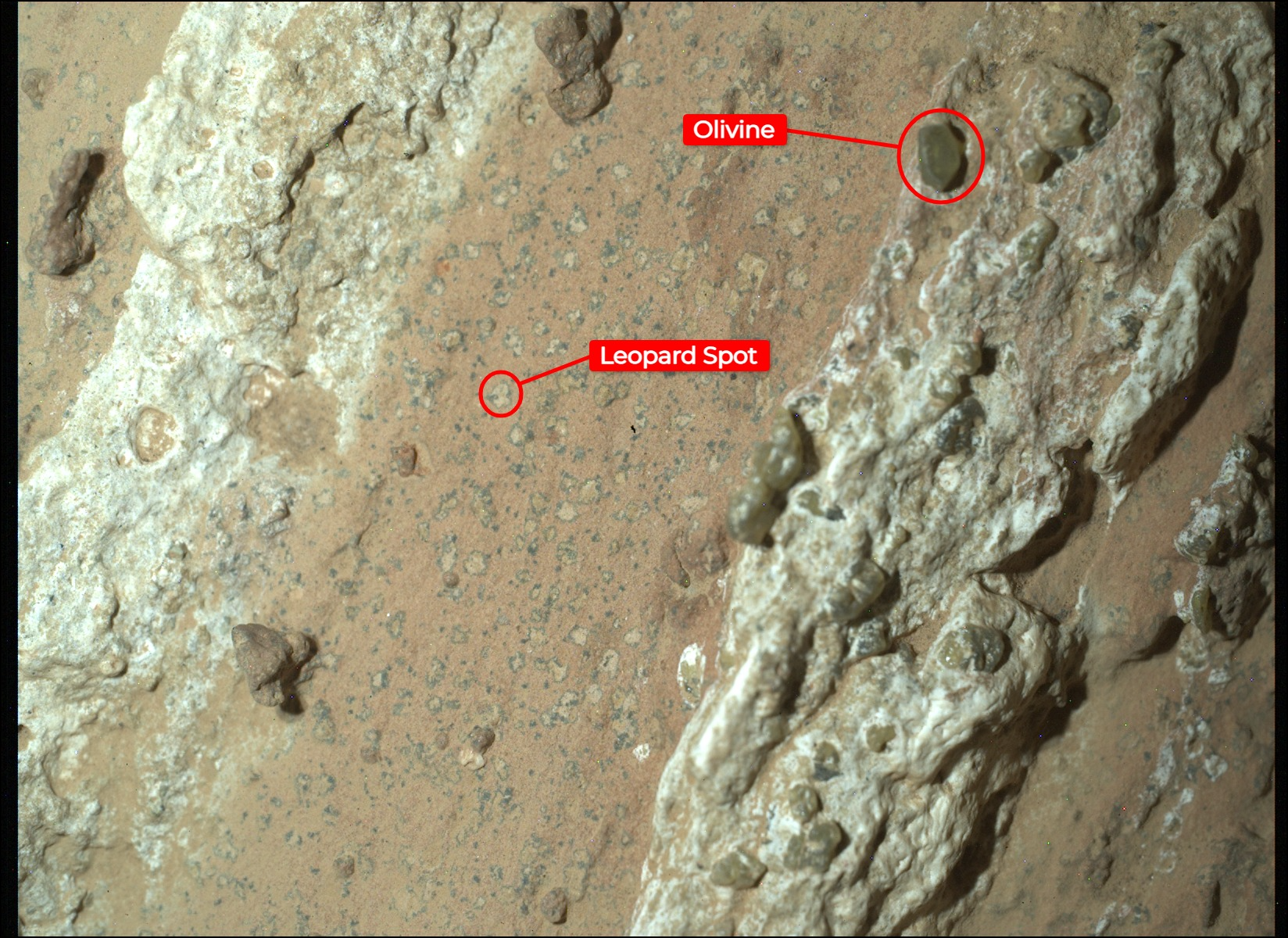
Камень «Водопад Чеява», обнаруженный марсоходом «Персеверанс» в 2024 году

В 2024 году в устье кратера Езеро марсоход «Персеверанс» обнаружил образец породы имеющий признаки, что миллиарды лет назад в нём могла существовать микробная жизнь. Красноватый камень, получивший название «Водопад Чеява» (англ. Cheyava Falls), был обследован научными инструментами марсохода, прибор SHERLOC обнаружил в нём органические соединения, а прибор PIXL запечатлел крошечные пятна, похожие на леопардовые, которые содержат железо и фосфаты, на Земле подобные структуры образуются в результате жизнедеятельности микробных сообществ. Для проведения более тщательного анализа образцы, собранные марсоходом, предстоит вернуть на Землю, но это произойдёт не раньше 2030-х годов.
В настоящее время условием для развития и поддержания жизни на планете считается наличие жидкой воды на её поверхности, а также нахождение орбиты планеты в так называемой зоне обитаемости, которая в Солнечной системе начинается за орбитой Венеры и заканчивается большой полуосью орбиты Марса. Вблизи перигелия Марс находится внутри этой зоны, однако тонкая атмосфера с низким давлением препятствует появлению жидкой воды на длительный период. Недавние свидетельства говорят о том, что любая вода на поверхности Марса является слишком солёной и кислотной для поддержания постоянной земноподобной жизни.
Отсутствие магнитосферы и крайне разрежённая атмосфера Марса также являются проблемой для поддержания жизни. На поверхности планеты идёт очень слабое перемещение тепловых потоков, она плохо изолирована от бомбардировки частицами солнечного ветра; помимо этого, при нагревании вода мгновенно сублимирует, минуя жидкое состояние из-за низкого давления. Кроме того, Марс также находится на пороге т. н. «геологической смерти». Окончание вулканической активности, по всей видимости, остановило круговорот минералов и химических элементов между поверхностью и внутренней частью планеты.

### Колонизация и терраформирование Марса

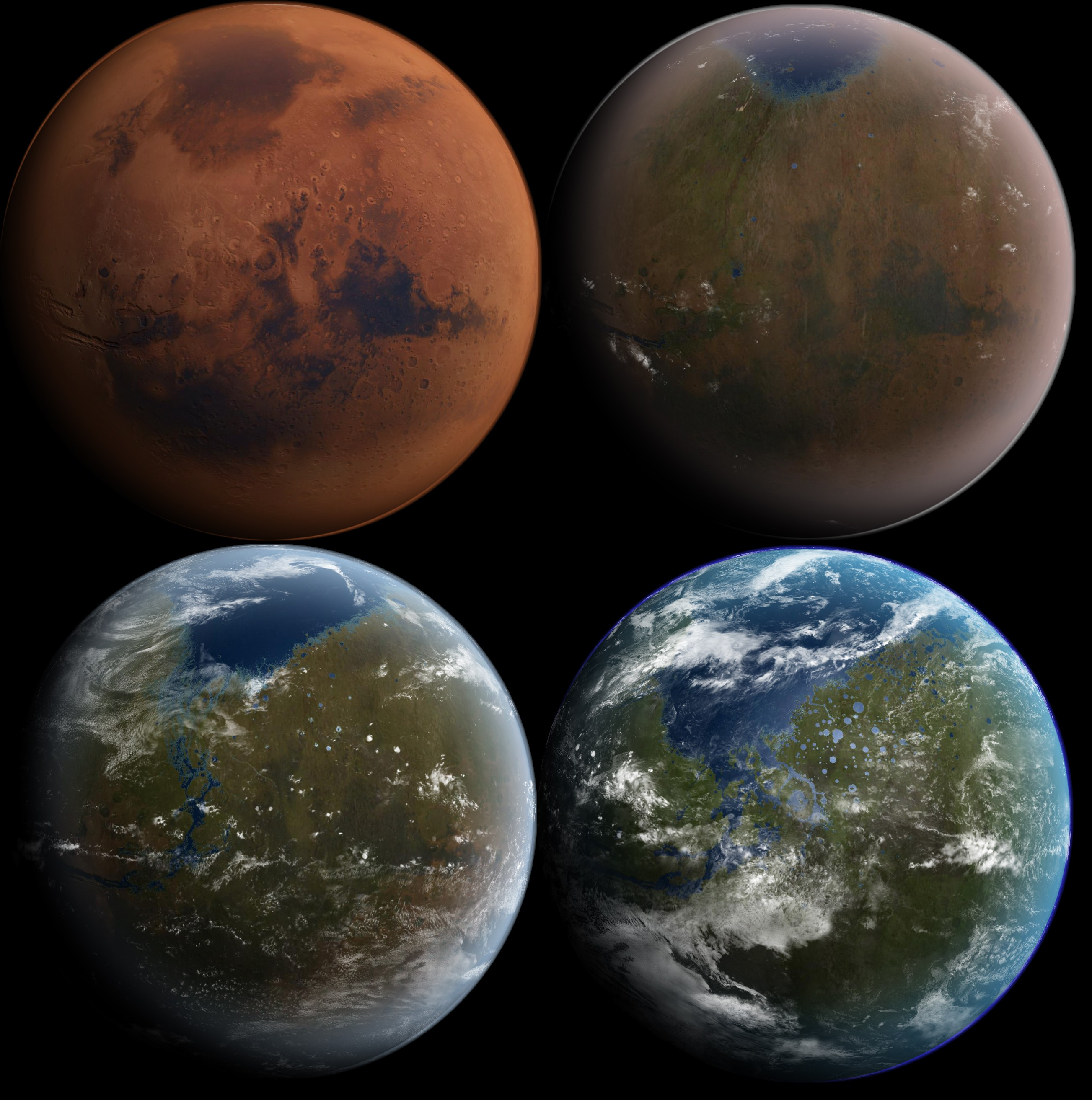
Этапы терраформирования Марса в представлении художника

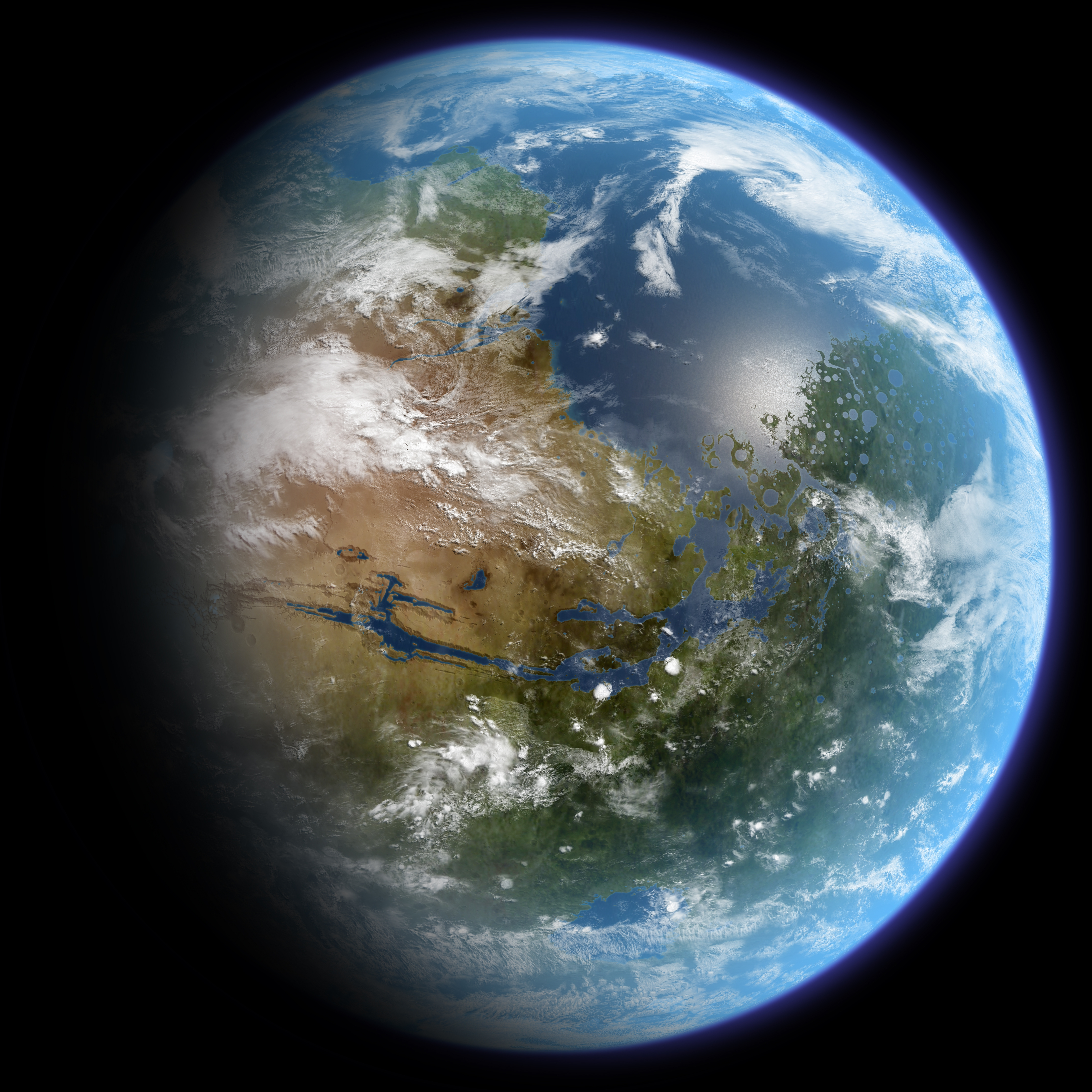
Терраформированный Марс в представлении художника

Близость Марса и его относительное сходство с Землёй породили ряд фантастических проектов терраформирования и колонизации Марса землянами в будущем. Однако в настоящее время крайне высокая стоимость доставки колонистов и грузов на Марс является основным ограничивающим фактором для потенциальной колонизации. Концепция терраформирования Марса базируется на предположении, что среда планеты может быть изменена с использованием искусственных средств. Осуществимость такого создания планетарной биосферы на Марсе ещё не доказана. Было предложено несколько методов; реализация некоторых из них требует невероятных ресурсных и денежных затрат, тогда как другие, менее амбициозные, могут быть доступны даже при использовании технологий начала—середины XXI века.
В основные задачи терраформирования Марса входят:
- Повышение атмосферного давления до уровня, при котором вода могла бы существовать в жидком виде.
- Повышение температуры в экваториальной части планеты до +10° — +20°С.
- Создание аналога озонового слоя для защиты от ультрафиолетового излучения.
- Создание биосферы.
- Создание полноценного магнитного поля планеты.

По мере осуществления терраформирования условия на поверхности Марса постепенно могут стать более приемлемыми для пребывания там без скафандров, а затем, после создания полноценной атмосферы, даже без дыхательных масок. Однако этот процесс займёт довольно долгое время. Учёные полагают, в частности, что для получения на Марсе пригодного для дыхания воздуха при современных технологиях по самым оптимистичным оценкам потребуется от нескольких сотен лет до тысячелетия, а по более пессимистичным — миллионы лет.
Одной из важных проблем освоения Марса человеком является выращивание растений в условиях этой планеты. Учёными разных стран регулярно проводятся эксперименты по созданию имитаций почв Марса и попыток выращивания в них растений. Марсианский грунт содержит большую часть необходимых для роста растений питательных веществ, включая азот, калий и фосфор. В 2024 году китайские биологи обнаружили, что пустынный мох вида Syntrichia caninervis способен переносить полное обезвоживание и при этом возвращаться к жизни после того, как провёл около пяти лет при температуре в минус 80 °C или около месяца при температуре в минус 196 °C. Это делает мох пригодным для колонизации Марса.

## Астрономические наблюдения с поверхности Марса
После посадок автоматических аппаратов на поверхность Марса появилась возможность вести астрономические наблюдения непосредственно с поверхности планеты. Вследствие астрономического положения Марса в Солнечной системе, характеристик атмосферы, периода обращения Марса и его спутников картина ночного неба Марса (и астрономических явлений, наблюдаемых с планеты) отличается от земной и во многом представляется необычной и интересной.

### Небесная сфера
Северный полюс на Марсе вследствие наклона оси планеты находится в созвездии Лебедя (экваториальные координаты: прямое восхождение 317° 40′ 52′′, склонение +52° 53′ 13′′) и не отмечен яркой звездой: ближайшая к полюсу, примерно в 40 минутах дуги от него (как и Полярная звезда на Земле) — звезда шестой величины HD 201834 (другие обозначения — BD +52 2880, HR 8106, SAO 33185), едва различимая невооружённым глазом. Яркие звёзды Денеб и Альдерамин находятся на большем расстоянии от полюса. Южный полюс мира (координаты 9ч 10м 42с и −52° 53,0) находится примерно в трёх градусах от звезды Каппа Парусов (видимая звёздная величина 2,5).
Марсианское небо во время восхода и захода Солнца в непосредственной близости к его диску выглядит синим. В полдень небо Марса жёлто-оранжевое. Причина таких отличий от цветовой гаммы земного неба — свойства тонкой, разреженной, содержащей взвешенную пыль атмосферы Марса. На Марсе рэлеевское рассеяние лучей (которое на Земле является причиной голубого цвета неба) играет незначительную роль, эффект его слаб, но проявляется в виде голубого свечения при восходе и закате Солнца, когда свет проходит через атмосферу большее расстояние. Предположительно, жёлто-оранжевая окраска неба также вызывается присутствием 1 % магнетита в частицах пыли, постоянно взвешенной в марсианской атмосфере и поднимаемой сезонными пылевыми бурями. Сумерки начинаются задолго до восхода Солнца и длятся долго после его захода. Иногда цвет марсианского неба приобретает фиолетовый оттенок в результате рассеяния света на микрочастицах водяного льда в облаках (последнее — довольно редкое явление).

### Солнце и планеты

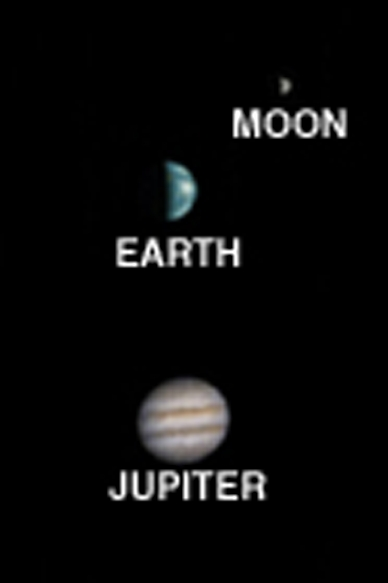
Мозаика из снимков системы Земля-Луна и Юпитера, выполненных орбитальной космическим аппаратом Mars Global Surveyor в 2003 году

Прохождение Меркурия по диску Солнца вид с марсохода Perseverance в 2023 году

Угловой размер Солнца, наблюдаемый с Марса, меньше видимого с Земли и составляет 2⁄3 от последнего. Меркурий с Марса будет недоступен для наблюдений невооружённым глазом из-за чрезвычайной близости к Солнцу. Самой яркой планетой на марсианском небосклоне является Венера, на втором месте — Юпитер (его четыре крупнейших спутника часть времени можно наблюдать без телескопа), на третьем — Земля.
Земля видна с Марса невооружённым глазом, причём периоды видимости довольно продолжительны, в период наибольшей элонгации её размер составляет около 30 секунд, а рядом на расстоянии в несколько минут дуги можно рассмотреть и Луну. Земля по отношению к Марсу является внутренней планетой, так же, как Венера для Земли. Соответственно, с Марса Земля наблюдается как утренняя или вечерняя звезда, восходящая перед рассветом или видимая на вечернем небе после захода Солнца. Максимальная элонгация Земли на небе Марса составляет 38 градусов. Для невооружённого глаза Земля будет видна как очень яркая (максимальная видимая звёздная величина около −2,5m) звезда, рядом с которой будет легко различима более тусклая (около +0,9m) звёздочка Луны. В телескоп оба объекта будут видны с одинаковыми фазами. Обращение Луны вокруг Земли будет наблюдаться с Марса следующим образом:
- на максимальном угловом удалении Луны от Земли невооружённый глаз легко разделит Луну и Землю
- примерно через неделю Луна и Земля сольются в неразделимую глазом единую световую точку
- ещё через неделю Луна будет снова видна на максимальном расстоянии, но уже с другой стороны от Земли.

Периодически наблюдатель на Марсе сможет видеть прохождение Луны по диску Земли либо, наоборот, покрытие Луны диском Земли. Максимальное видимое удаление Луны от Земли (и их видимая яркость) при наблюдении с Марса будет значительно изменяться в зависимости от взаимного положения Земли и Марса, и, соответственно, расстояния между планетами. В эпохи противостояний оно составит около 17 минут дуги (около половины углового диаметра Солнца и Луны при наблюдении с Земли), на максимальном удалении Земли и Марса — 3,5 минуты дуги. Земля, как и другие планеты, будет наблюдаться в полосе созвездий Зодиака. Астроном на Марсе также сможет наблюдать прохождение Земли по диску Солнца; ближайшее такое явление произойдёт 10 ноября 2084 года.
3 июня 2014 года марсоход «Кьюриосити» наблюдал с Марса прохождение Меркурия по диску Солнца, что стало первым случаем наблюдения астрономического транзита с другого небесного тела, помимо Земли. 28 октября 2023 года марсоход «Персеверанс» провёл второе наблюдение прохождение Меркурия по диску Солнца с Марса.

## История изучения

### Исследование Марса классическими методами астрономии

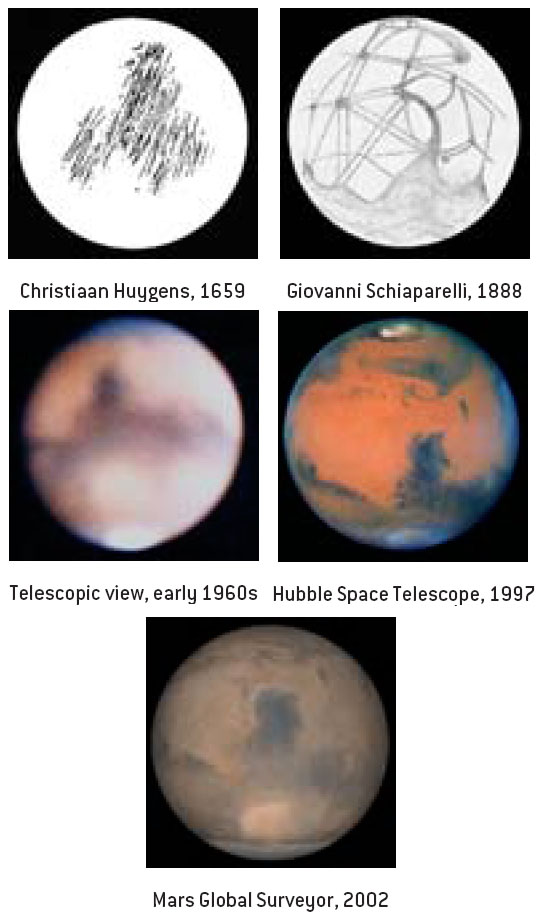
Изображения Марса с разной степенью детализации в разные годы

Первые наблюдения Марса проводились задолго до изобретения телескопа. Это были позиционные наблюдения с целью определения положения планеты по отношению к звёздам. Первое дошедшее до нас упоминание существования Марса как блуждающего объекта в ночном небе было письменно засвидетельствовано древнеегипетскими астрономами в 1534 году до н. э. Ими же было установлено ретроградное движение планеты и рассчитана траектория движения вместе с точкой, где планета меняет своё движение относительно Земли с прямого на попятное.
Марс был известен астрономам майя, однако точно определить особенности планетарного знания у майя сложно из-за расхождения у учёных во мнениях. Неизвестно знали ли о Марсе астрономы инков, точной информации об этом до нас не дошло.
Вавилонскими астрономами были впервые получены временны́е измерения планетарного движения Марса и уточнено положение планеты на ночном небе. Пользуясь данными египтян и вавилонян, древнегреческие астрономы и философы разработали подробную геоцентрическую модель для объяснения движения планет. Спустя несколько веков индийскими и персидскими астрономами был оценён размер Марса и расстояние до него от Земли.
В XVI веке Николай Коперник предложил гелиоцентрическую модель для описания Солнечной системы с круговыми планетарными орбитами. Его результаты были пересмотрены Иоганном Кеплером, который рассчитал более точную эллиптическую орбиту Марса, совпадающую с наблюдаемой.
Голландский астроном Христиан Гюйгенс первым составил карту поверхности Марса, отражающую множество деталей. 28 ноября 1659 года он сделал несколько рисунков Марса, на которых были отображены различные тёмные области, позже сопоставленные с плато Большой Сирт.
Предположительно, первые наблюдения, установившие существование ледяной шапки на южном полюсе Марса, были сделаны итальянским астрономом Джованни Доменико Кассини в 1666 году. В том же году он при наблюдениях Марса делал зарисовки видимых деталей поверхности и выяснил, что через 36 или 37 дней положения деталей поверхности повторяются, а затем вычислил период вращения — 24 часа 40 минут (всего на 3 минуты отличающийся от современных данных). В 1672 году Христиан Гюйгенс заметил нечёткую белую шапочку и на северном полюсе Марса.
После наблюдений Марса во время Великого противостояния 1877—1878 годов Джованни Скиапарелли дал первые имена отдельным деталям его поверхности, используя для этого географические названия древности и имена мифических персонажей. С тех пор на марсианских картах значатся Эллада, Авзония, Фарсида, Земля Ноя, Земля Сирен и другие. Этого принципа именования в дальнейшем придерживались и другие астрономы.
Пик телескопических наблюдений Марса пришёлся на конец XIX — середину XX века. Во многом он обусловлен общественным интересом и известными научными спорами вокруг наблюдавшихся марсианских каналов. Помимо Скиапарелли, среди видных астрономов докосмической эры, проводивших телескопические наблюдения Марса, можно назвать таких как Антониади, Барнард, Вокулёр, Ловелл, Слайфер, Тихов, Эдди, ими были составлены первые карты марсианской поверхности и заложили основы ареографии. После полётов к Марсу первых автоматических зондов выводы о том, как выглядит поверхность Марса, основанные на ранних телескопических наблюдений, были в основном опровергнуты, но к этому времени гипотеза о существовании марсианских каналов оказала большое влияние на массовую культуру.

### Исследование Марса космическими аппаратами

#### Изучение с помощью телескопов на орбите вокруг Земли

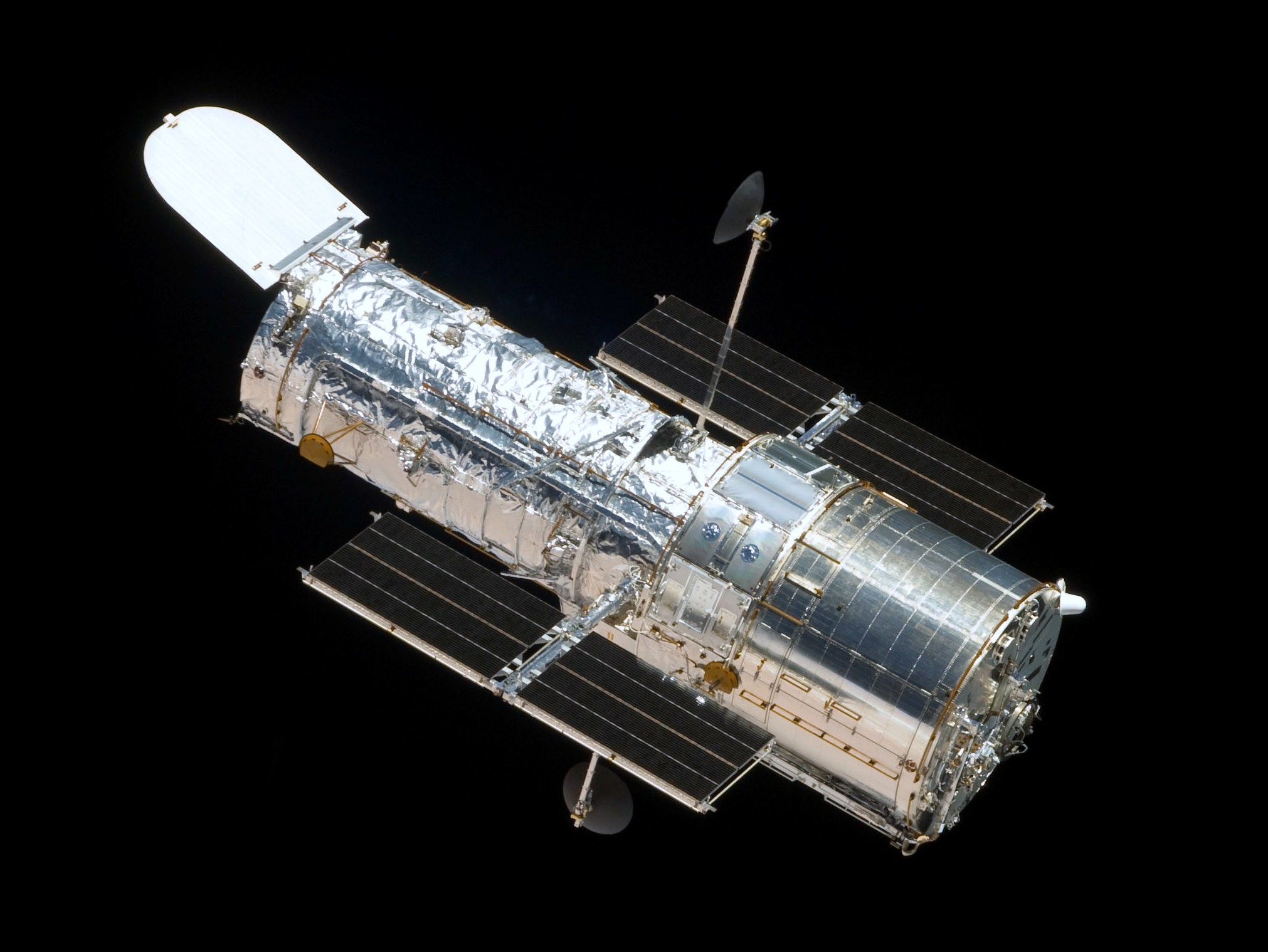
Космический телескоп «Хаббл»

Для систематического исследования Марса были использованы возможности космического телескопа «Хаббл» (КТХ или HST — Hubble Space Telescope), при этом были получены фотографии Марса с самым высоким разрешением из когда-либо сделанных на Земле. КТХ может создать изображения полушарий, что позволяет промоделировать погодные системы. Наземные телескопы, оснащённые ПЗС, могут сделать фотоизображения Марса высокой чёткости, что позволяет в противостоянии регулярно проводить мониторинг планетной погоды.
Рентгеновское излучение с Марса, впервые обнаруженное астрономами в 2001 году с помощью космической рентгеновской обсерватории «Чандра», состоит из двух компонентов. Первая составляющая связана с рассеиванием в верхней атмосфере Марса рентгеновских лучей Солнца, в то время как вторая происходит от взаимодействия между ионами солнечного ветра и марсианской экзосферы с обменом зарядами.

#### Исследование Марса межпланетными станциями
С 1960-х годов к Марсу для подробного изучения планеты с орбиты и фотографирования поверхности были направлены несколько автоматических межпланетных станций (АМС). Кроме того, продолжалось дистанционное зондирование Марса с Земли в большей части электромагнитного спектра с помощью наземных и орбитальных телескопов, например, в инфракрасном — для определения состава поверхности, в ультрафиолетовом и субмиллиметровом диапазонах — для исследования состава атмосферы, в радиодиапазоне — для измерения скорости ветра.

#### Советские исследования

Одна из первых цветных фотографий Марса, полученных с АМС «Марс-3»

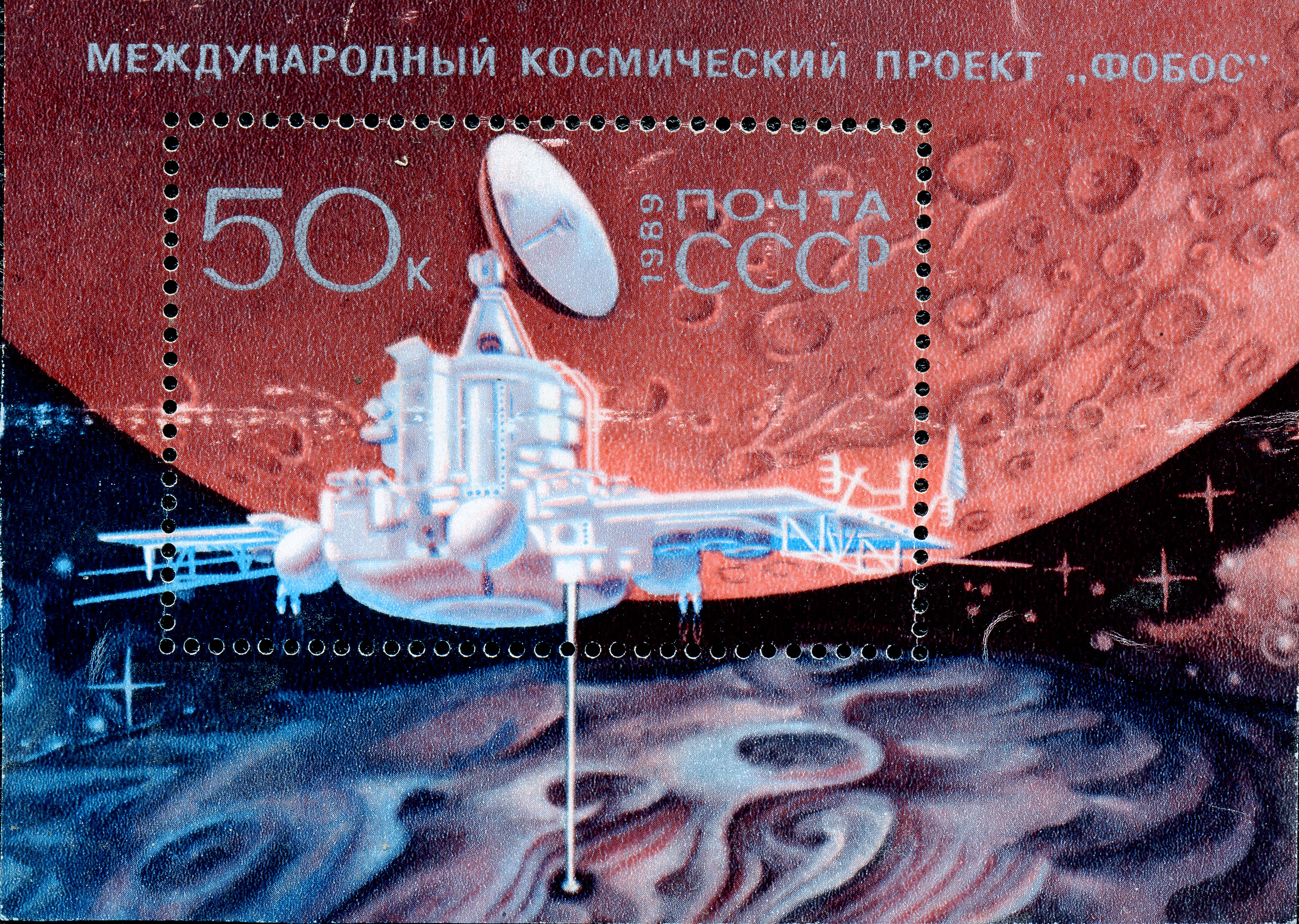
Почтовый блок СССР посвящённый международному космический проекту «Фобос», 1989

Советские исследования Марса включали в себя программу «Марс», в рамках которой с 1962 по 1973 год были запущены автоматические межпланетные станции четырёх поколений для исследования само́й планеты и околопланетного пространства. Первые АМС («Марс-1», «Зонд-2») исследовали также и межпланетное пространство. Космические аппараты четвёртого поколения (серия М-71 — «Марс-2», «Марс-3», запущены в 1971 году) состояли из орбитальной станции — искусственного спутника Марса и спускаемого аппарата с автоматической марсианской станцией. Космические аппараты серии М-73С «Марс-4» и «Марс-5» должны были выйти на орбиту вокруг Марса и обеспечивать связь с автоматическими марсианскими станциями, которые несли АМС серии М-73П «Марс-6» и «Марс-7»; эти четыре АМС были запущены в 1973 году.
Из-за неудач спускаемых аппаратов главная техническая задача всей программы «Марс» — проведение исследований на поверхности планеты с помощью автоматической марсианской станции — не была решена. Тем не менее многие научные задачи, такие как получение фотографий поверхности Марса и различные измерения атмосферы, магнитосферы, состава почвы, были передовыми для своего времени. В рамках программы была осуществлена первая мягкая посадка спускаемого аппарата на поверхность Марса («Марс-3», 2 декабря 1971 года) и первая попытка передачи изображения с поверхности.
При международном сотрудничестве СССР осуществил также программу «Фобос». Были запущены две автоматические межпланетные станции, предназначенные для исследования Марса и его спутника Фобоса. Первая АМС «Фобос-1» была запущена 7 июля, а «Фобос-2» — 12 июля 1988 года. Основная задача — доставка на поверхность Фобоса спускаемых аппаратов (ПрОП-Ф и ДАС) для изучения спутника Марса — осталась невыполненной: связь с зондами была утеряна. Однако до этого на протяжении 57 дней, когда «Фобос-2» совершал орбитальные облёты Марса, были получены многочисленные данные о самой планете, Фобосе и околомарсианском пространстве. Они включали новую информацию о тепловых характеристиках Фобоса, плазменном окружении Марса и его взаимодействии с солнечным ветром.

#### Американские исследования

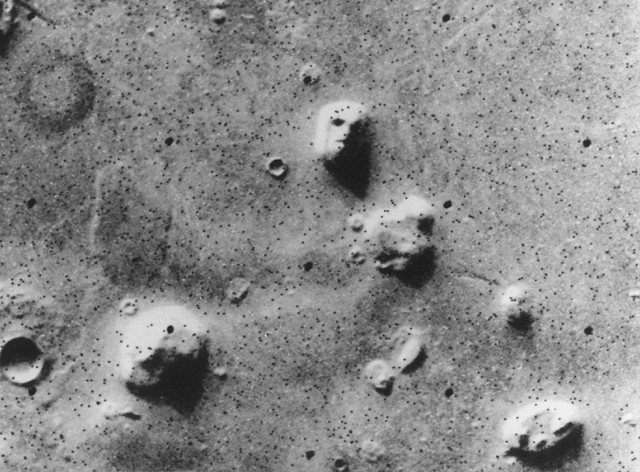
Фотография района Кидония, сделанная станцией «Викинг-1» в 1976 году

В 1964—1965 годах в США был осуществлён первый в истории удачный полёт к Марсу в рамках программы «Маринер». «Маринер-4» осуществил в 1965 году первое исследование с пролётной траектории и сделал первые снимки поверхности. «Маринер-6» и «Маринер-7» в 1969 году провели с пролётной траектории первое исследование состава атмосферы с применением спектроскопических методик и определение температуры поверхности по измерениям инфракрасного излучения. В 1971 году «Маринер-9» стал первым искусственным спутником Марса и осуществил первое картографирование поверхности.
Вторая марсианская программа США «Викинг» включала запуск в 1975 году двух идентичных космических аппаратов «Викинг-1» и «Викинг-2», которые провели исследования с околомарсианской орбиты и на поверхности Марса, в частности, поиск жизни в пробах грунта. Каждый «Викинг» состоял из орбитальной станции — искусственного спутника Марса и спускаемого аппарата с автоматической марсианской станцией. Автоматические марсианские станции «Викинг» являются первыми космическими аппаратами, которые успешно работали на поверхности Марса и передали большой объём научной информации — в том числе цветные снимки с места посадки. Жизнь при этом обнаружить не удалось.
Марсианская программа США Mars Pathfinder включала в себя стационарную марсианскую станцию и первый в мире марсоход «Соджорнер», которые работали на поверхности Марса в долине Арес в 1997 году. Всего было передано 16,5 тыс. снимков камеры марсианской станции и 500 снимков камер марсохода, проведено множество измерений характеристик ветра, состава грунта и камней. Полученные научные результаты дали дополнительные подтверждения гипотезы о том, что в прошлом Марс был более «влажным и тёплым».
Орбитальный аппарат НАСА Mars Global Surveyor осуществлял картографирование поверхности в 1999—2007 годах.
Посадочный аппарат НАСА «Феникс» стал первым аппаратом, успешно совершившим посадку в полярном регионе Марса, где работал в 2008 году.

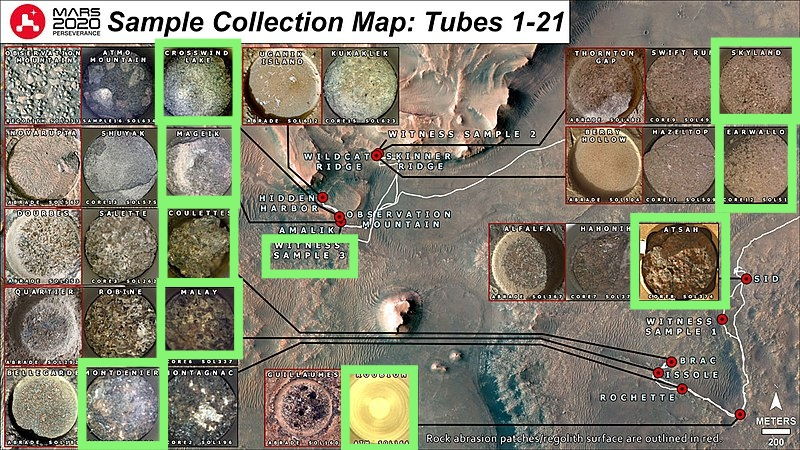
Пробы, собранные марсоходом «Персеверанс»

В ходе выполнения программы Mars Exploration Rover на Марс были успешно доставлены два однотипных марсохода:
- «Спирит» — работал на поверхности Марса в кратере Гусев в 2004—2010 годах[274][275][276].
- «Оппортьюнити» — работал на поверхности Марса на плато Меридиана в 2004—2018 годах[277][278].

Посадочный аппарат НАСА InSight работал на равнине Элизий в 2018—2022 годах
.
В состав миссии «Марс-2020» входил первый марсианский вертолёт Ingenuity, совершивший 72 полёта, первый из которых состоялся 19 апреля 2021 года. Миссия официально завершена 25 января 2024 года из-за поломки лопастей. Марсоход «Персеверанс», также входящий в состав миссии «Марс-2020» успешно функционирует на Марсе с 18 февраля 2021 года, собирая пробы для возможной будущей миссии Mars Sample Return Mission, однако разработчики миссии по по возврату образцов столкнулись с существенным превышением стоимости миссии от изначально запланированных затрат, в связи с чем её окончательная архитектура и сроки осуществления остаются неопределёнными.

#### Китайские исследования

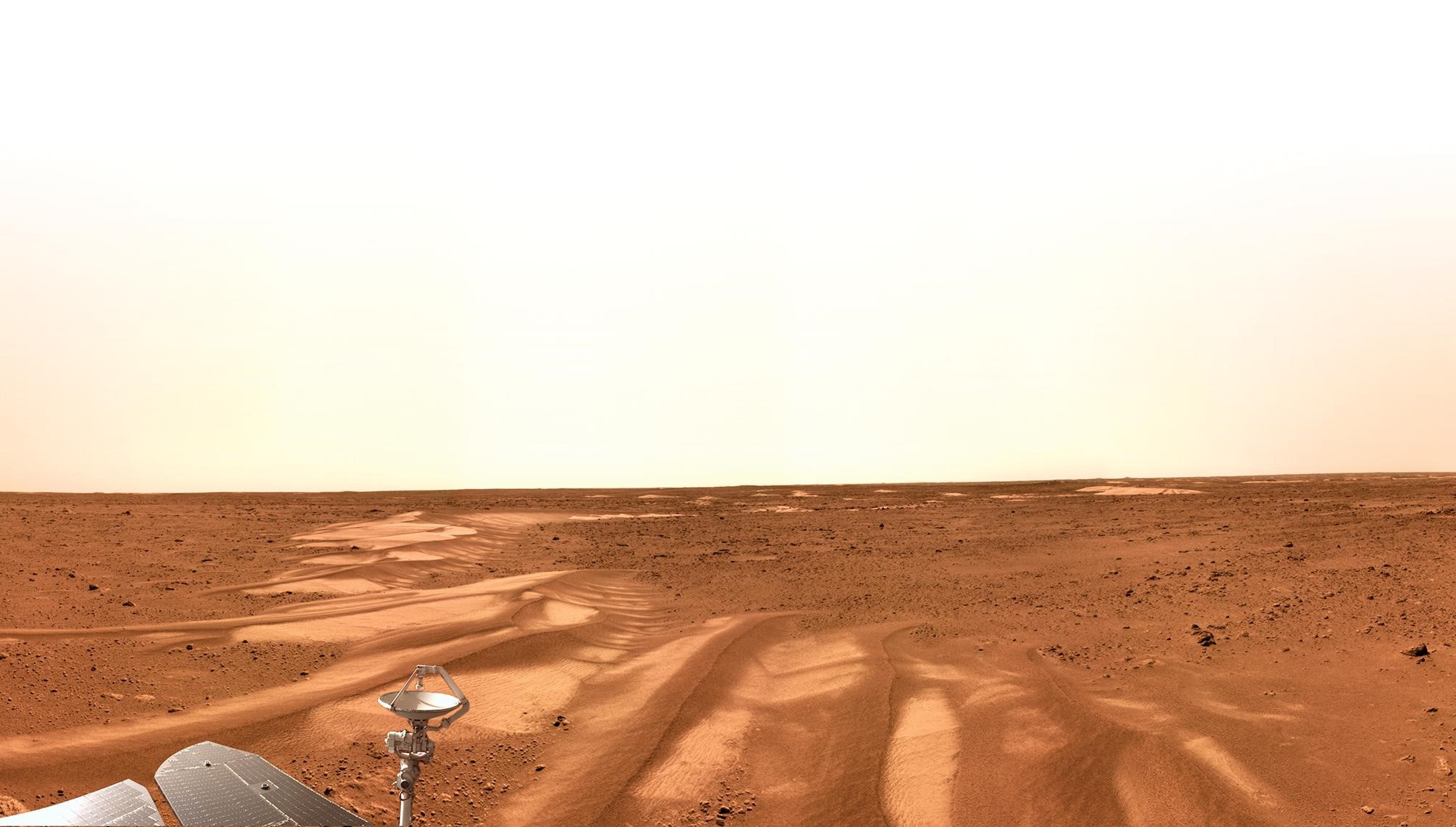
Поверхность Марса в районе Равнины Утопия, снятая марсоходом «Чжужун» в 2021 году

Первая китайская программа по исследованию Марса «Тяньвэнь-1», состоящая из орбитального аппарата и спускаемого аппарата, полезной нагрузкой которого является шестиколёсный марсоход «Чжужун», была запущена в 2020 году и достигла Марса в 2021 году. Основной задачей проекта было глобальное обследование Марса с орбитального аппарата и детальное изучение равнины Утопия с помощью марсохода, включающие картирование морфологии и геологической структуры планеты, изучение характеристик поверхностного слоя и распределения водяного льда в нём, анализ состава материалов поверхности, измерение параметров ионосферы планеты, электромагнитного и гравитационного полей и получение информации о климате Марса. Марсоход «Чжужун» проработал на поверхности планеты с мая 2021 года по май 2022 года. После марсианской зимы не сумел возобновить работу из-за запылённости солнечных батарей. По состоянию на 2024 год орбитальный аппарат активен и продолжает исследования Красной планеты. На 2028 год запланирован запуск второй китайской миссии к Марсу «Тяньвэнь-3», в рамках которой планируется доставить образцы марсианских пород на Землю.

#### Современные исследования

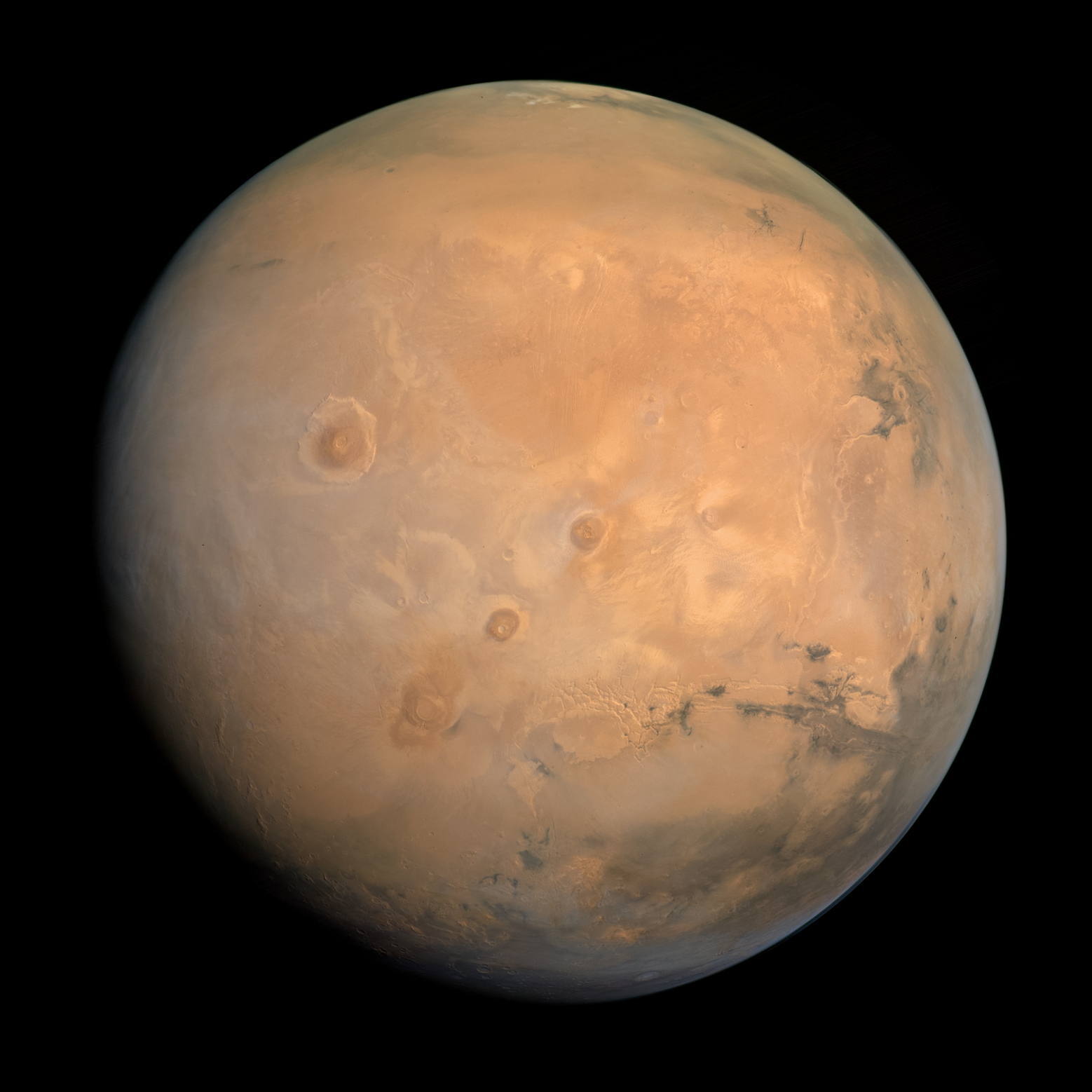
Изображение Марса в естественных цветах, полученное КА «Аль-Амаль» 30 августа 2021 года

В данный момент на орбите Марса работают следующие АМС:
- «Марс Одиссей» (с 24 октября 2001 года).
- «Марс-экспресс» (с 25 декабря 2003 года).
- «Марсианский разведывательный спутник» (с 10 марта 2006 года).
- «MAVEN» (с 22 сентября 2014 года)[295].
- «Trace Gas Orbiter» (с 19 октября 2016 года).
- «Аль-Амаль» (с 9 февраля 2021 года).
- «Тяньвэнь-1» (с 10 февраля 2021 года).

На поверхности Марса в данный момент работают следующие аппараты:
- марсоход «Кьюриосити» (Mars Science Laboratory) (с 6 августа 2012 года).
- марсоход «Perseverance» (с 18 февраля 2021 года).

#### Места посадок автоматических станций на Марсе
Спирит

Оппортьюнити

Соджорнер
Викинг-1

Викинг-2

Феникс

Марс-3

Кьюриосити
Скиапарелли

## Вопрос о праве собственности на планету и её участки
В 1980 году Деннис Хоуп основал кампанию Lunar Embassy и заявил свои притязания на владение поверхностью Луны, Марса и ещё нескольких планет и спутников, утверждая, что Договор о космосе касается только государств, но не распространяется на частных лиц и компании. В 1980-е годы участки на Марсе начал продавать планетарий в городе Боулдер,  а проживавший в городе Финикс (штат Аризона) гражданин США Ричард Гриффинг зарегистрировал в местной нотариальной палате право собственности на всю территорию планеты Марс и предложил желающим покупать у него права на владение отдельными участками местности. Пик интереса к покупке внеземной недвижимости пришёлся на конец 1990-х — начало 2000-х.
Однако реальных прав собственности такие сделки не создают, поскольку права собственности на участки планет не признаются никаким государством и никаким государством не защищаются. Более того, «Договор о принципах деятельности государств по исследованию и использованию космического пространства», подписанный 133 странами, гласит, что космическое пространство, включая Луну и другие небесные тела, не подлежит национальному присвоению ни путём провозглашения на них суверенитета, ни путём использования или оккупации, ни любыми другими средствами, а государства несут ответственность за национальную деятельность в космическом пространстве, включая небесные тела, и в том случае, когда она осуществляется неправительственными юридическими лицами.

## В культуре
Марс известен людям тысячи лет и постоянно вызывал интерес не только у астрономов, но и у философов, мистиков и деятелей искусства.

### В мифологии

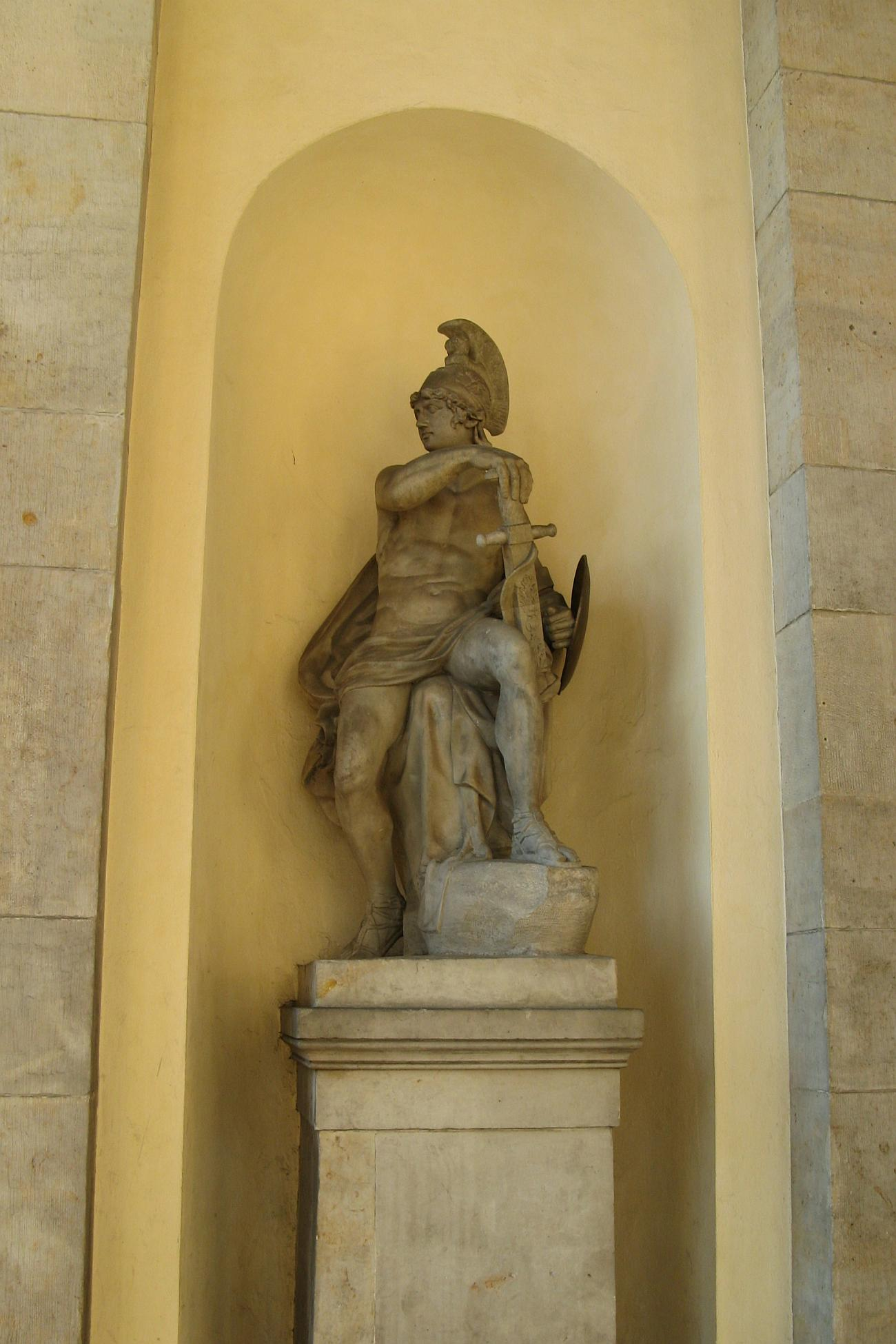
Статуя Марса (Бранденбургские ворота, Берлин)

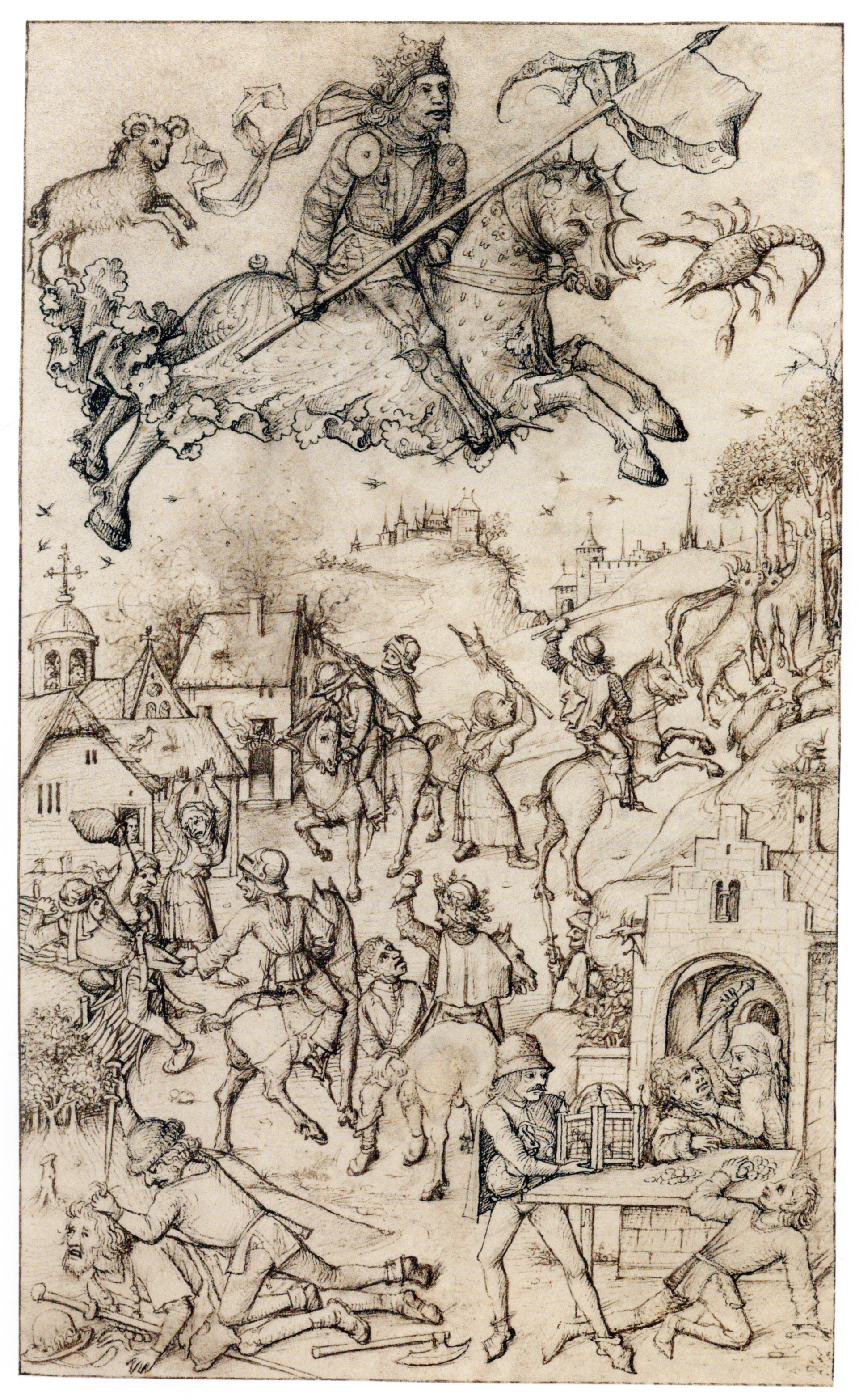
«Марс и его дети», иллюстрация из средневековой германской книги, 1480 год

В Вавилонии Красная планета ассоциировалась с Нергалом, богом подземного царства. Есть также указания на то, что планету связывали со хтоническим божеством Нингишзидой, также выполнявшим функцию властелина подземного мира. Олмстед сообщает, что в древнем Вавилоне планету называли Салбатану.
Греки именовали Марс (звезду Марса) Πυρόεις (Пироэйс, Пироент — «пламенный»).
В римской мифологии Марс первоначально был богом плодородия. Затем Марс был отождествлён с греческим Аресом и стал богом войны, а также стал олицетворять планету Марс. Гигин (в переводе А. И. Рубана) называет эту же планету звездой Геркулеса.
В индуистской мифологии планета ассоциируется с богом Мангала, который родился от капель пота Шивы.

### В массовой культуре

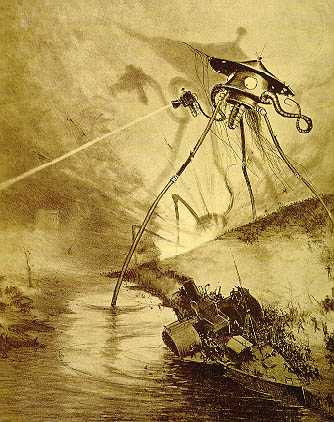
Марсианский треножник из французского издания «Войны миров» 1906 года

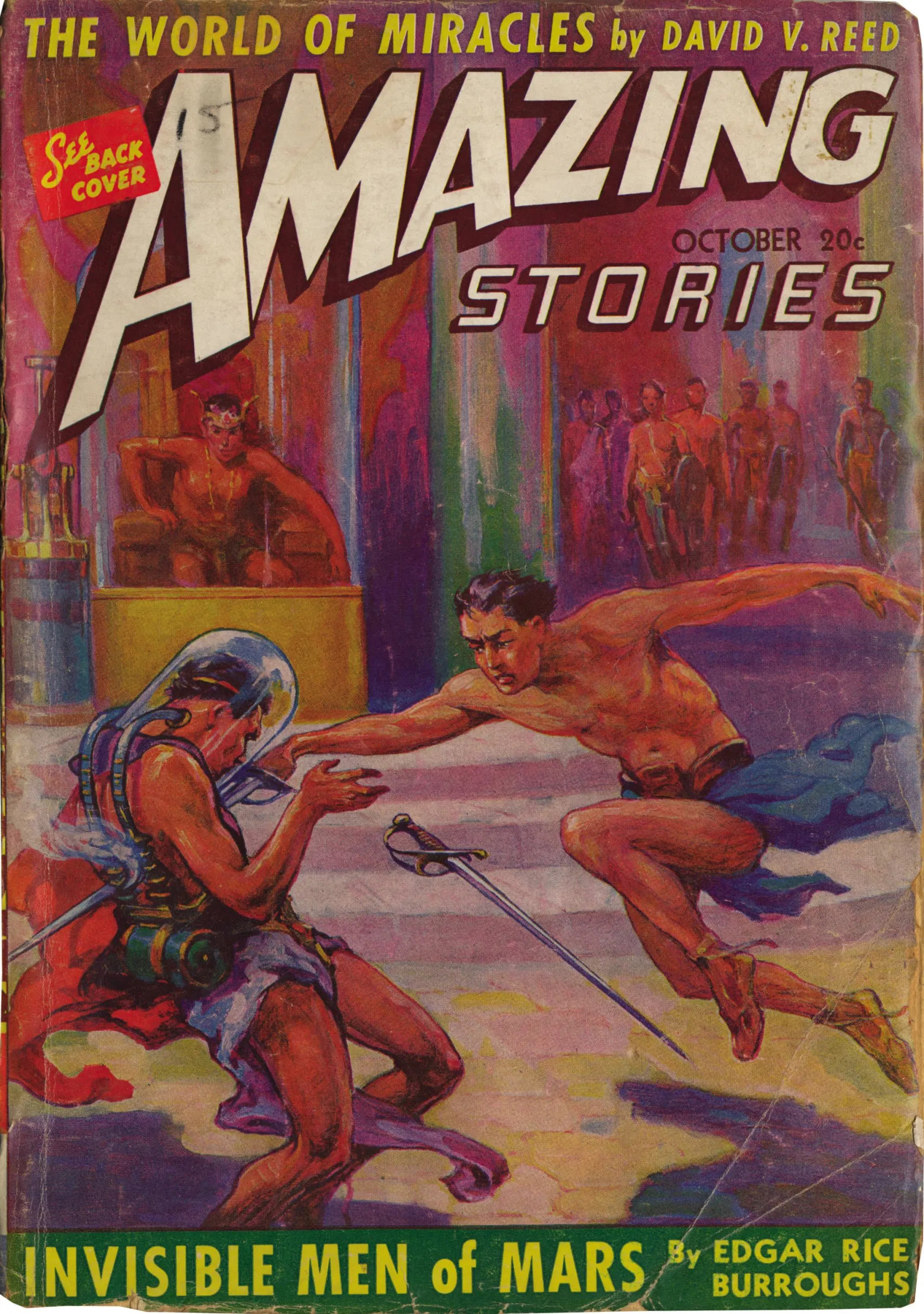
Обложка повести «Невидимые люди Марса» из цикла о Барсуме, 1941 год

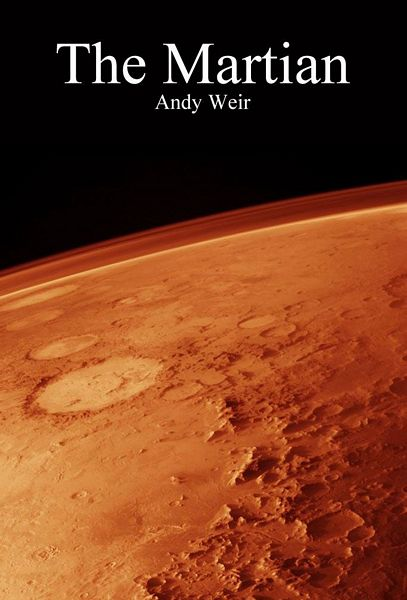
Обложка первого издания романа «Марсианин» 2011 года

Среди ранних упоминаний Марса в художественной литературе известно упоминание Джонатаном Свифтом двух спутников Марса в 3-й части его романа «Путешествий Гулливера» — «Путешествие в Лапуту, Бальнибарби, Лаггнегг, Глаббдобдриб и Японию». Поскольку эта книга вышла в свет за 150 лет до того, как существование спутников Марса было подтверждено астрономическими наблюдениями, появился ряд теорий, пытающихся объяснить происхождение этой догадки.
Всплеск интереса к созданию фантастических произведений о Марсе произошёл в конце XIX века, после «открытия» Скиапарелли марсианских каналов, вызвавшего дискуссии учёных о том, что на поверхности Марса может существовать не просто жизнь, а развитая цивилизация. Многие наблюдения и заявления известных личностей того времени создали то, что было названо «Марсианской лихорадкой». В это время был создан, знаменитый роман Герберта Уэллса «Война миров», в котором марсиане пытались покинуть свою умирающую планету для завоевания Земли. Тема вторжения враждебных пришельцев с Марса стала чрезвычайно популярной темой в мировой научной фантастике. В 1938 году в США радиоверсия этого произведения была представлена в формате новостной радиопередачи, что послужило причиной массовой паники, когда многие слушатели по ошибке приняли этот «репортаж» за правду. 
С XX века представление о Марсе как месте, где могут существовать формы жизни, близкие к земным, стало частью массовой культуры: знания о Марсе в общественной сфере переходят из научного дискурса в художественный, формируется особый «марсианский дискурс» — набор «устойчивых и повторяющихся формул и мотивов описания планеты Марс, понятных не только профессиональным учёным, но также писателям, издателям и их читателям».
Американский астроном и популяризатор науки Карл Саган писал в своей книге «Космос» (1980): «Марс стал своего рода мистической сценой, на которую мы проецируем наши земные надежды и страхи». Социальные вопросы земного сообщества авторы художественной литературы проецируют на марсианский фон, рассматривая через призму фантастики такие темы, как авторитаризм, колониализм и империализм, половой и расовый конфликты.
В 1917—1964 годах вышло одиннадцать книг о Барсуме — так называлась планета Марс в фантастическом мире, созданном Эдгаром Райсом Берроузом. В его произведениях Марс представлен как умирающая планета, жители которой находятся в непрерывной войне всех со всеми за скудные природные ресурсы, цивилизация марсиан поражена декадансом, что является частой темой в романах о Марсе той эпохи. В ранней советской литературе марсианская тема представлена «Аэлитой» Толстого, в которой инопланетная экзотика и мощное романтическое начало сочетаются с авантюрным сюжетом, в который вплетены идеи экспорта революции. Произведение, ставшее классикой русской фантастики, отражает экзистенциальный кризис, который писатель переживал в период самоопределения в постреволюционном русском мире.
В 1938 году Клайв Стейплз Льюис написал роман «За пределы безмолвной планеты», о путешествии на Марс, где герои знакомятся с более гармоничными принципами сосуществования разумных существ, чем на Земле. Вышедшие в 1950 году «Марсианские хроники» Рэя Брэдбери — серия отдельных слабо связанных между собой новелл, а также ряд примыкающих к этому циклу рассказов — стали важным явлением в мировой фантастике и выдержали множество переизданий. Цикл, повествующий об этапах освоения человеком соседней планеты и контактах с гибнущей древней марсианской цивилизацией, стал так популярен, что в честь Брэдбери был назван один из кратеров на Марсе.
Марс и марсиане — одна из частых тем в кинематографе, вокруг приключений людей на Марсе строятся сюжетные линии кинокартин на протяжении более ста лет. Среди ранних значительных кинолент о Марсе можно выделить «Аэлиту» Якова Протазанова и американский киносериал «Путешествие Флэша Гордона на Марс». Тема путешествия на Марс была распространена в западном кинематографе в 1950-е годы, но в несколько следующих десятилетий сошла на нет. Эту перемену авторы книги «Марсианские картины: Анализируя кино о Красной планете» связывают с фурором, который вызвали в обществе реальные полёты к Луне, и переходом к тематике дальнего космоса. Только в конце XX века, с переоценкой космических перспектив человечества, произошёл возврат к марсианской тематике. В этот период ей были посвящены фантастический боевик «Вспомнить всё» режиссёра Пола Верховена с Арнольдом Шварценеггером в главной роли по мотивам рассказа Филипа Дика «Мы вам всё припомним», где главный герой мечтает побывать на Марсе и обращается в организацию, предлагающую ему внедрить в память воспоминания о путешествии на Марс в качестве секретного агента; «Красная планета» по романам Роберта Хайнлайна; и фантастический фильм «Миссия на Марс» режиссёра Брайана Де Пальмы о спасательной миссии на Марс после катастрофы, постигшей первую экспедицию на эту планету.
Марс неоднократно становился сеттингом для компьютерных игр. Самый известный пример — Doom, культовый шутер, главный герой был сослан на Марс после нападения на офицера, отдавшего приказ открыть огонь по гражданским. Второй известный игровой проект, действие которого происходило на Марсе, — Red Faction. Согласно сеттингу игры, в конце XXI века человечество колонизировало Марс и стало добывать из Красной планеты руду. Среди других удачных игр, действие которых происходит на Марсе, обозреватель сайта Game Rant Софи Мак-Эвой выделяет франшизу Destiny, экономическую стратегию Surviving Mars, шутеры от первого лица Call of Duty: Infinite Warfare и Far Cry 5: Lost on Mars и ролевой экшн Mass Effect 3.

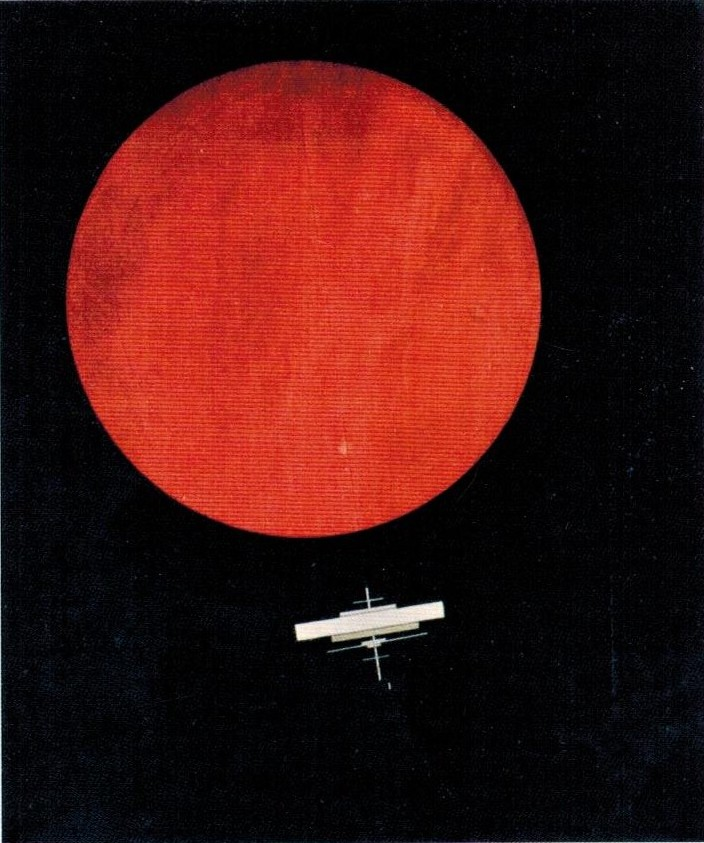
Илья Чашник. Красный круг на чёрной поверхности, 1925 год

Тема Марса встречается и в музыке. В симфонической сюите «Планеты» Густава Т. Холста ему отведена отдельная часть «Марс, вестник войны». Марс периодически упоминается в творчестве Дэвида Боуи начала 1970-х. Так, группа, с которой он выступал в это время, называлась Spiders From Mars, а в альбом Hunky Dory вошла песня под названием «Life on Mars?». Авангардный композитор Sun Ra посвятил планете своё произведение Blues On Planet Mars.
После начала исследований Марса автоматическими межпланетными станциями и получения фактических данных о планете интерес к Марсу в массовой культуре не ослаб, а лишь стал более реалистичным. Современные произведения, такие как «Марсианская трилогия» Кима Стэнли Робинсона (1992—2000) и «Марсианин» (2011) Энди Вейра, делают акцент на трудностях, с которыми может столкнуться человек на Марсе при попытке приспособить его для жизни. Кроме того, с начала космической эры зародился жанр космического искусства. Ведущий художник этого жанра в СССР Андрей Соколов, совместно с американским художником Робертом Макколлом создали серию работ, посвящённую исследованиям Марса. Один из важных представителей Дюссельдорфской школы фотографии Томас Руфф, который использует публичные архивы НАСА, обрабатывая и видоизменяя их, чтобы предложить зрителям новые перспективы, создал свою известную работу «ma.r.s», используя чёрно-белые фотографии, полученные спутником Mars Reconnaissance Orbiter.